# Drážní návěstidla ve Spojených státech amerických

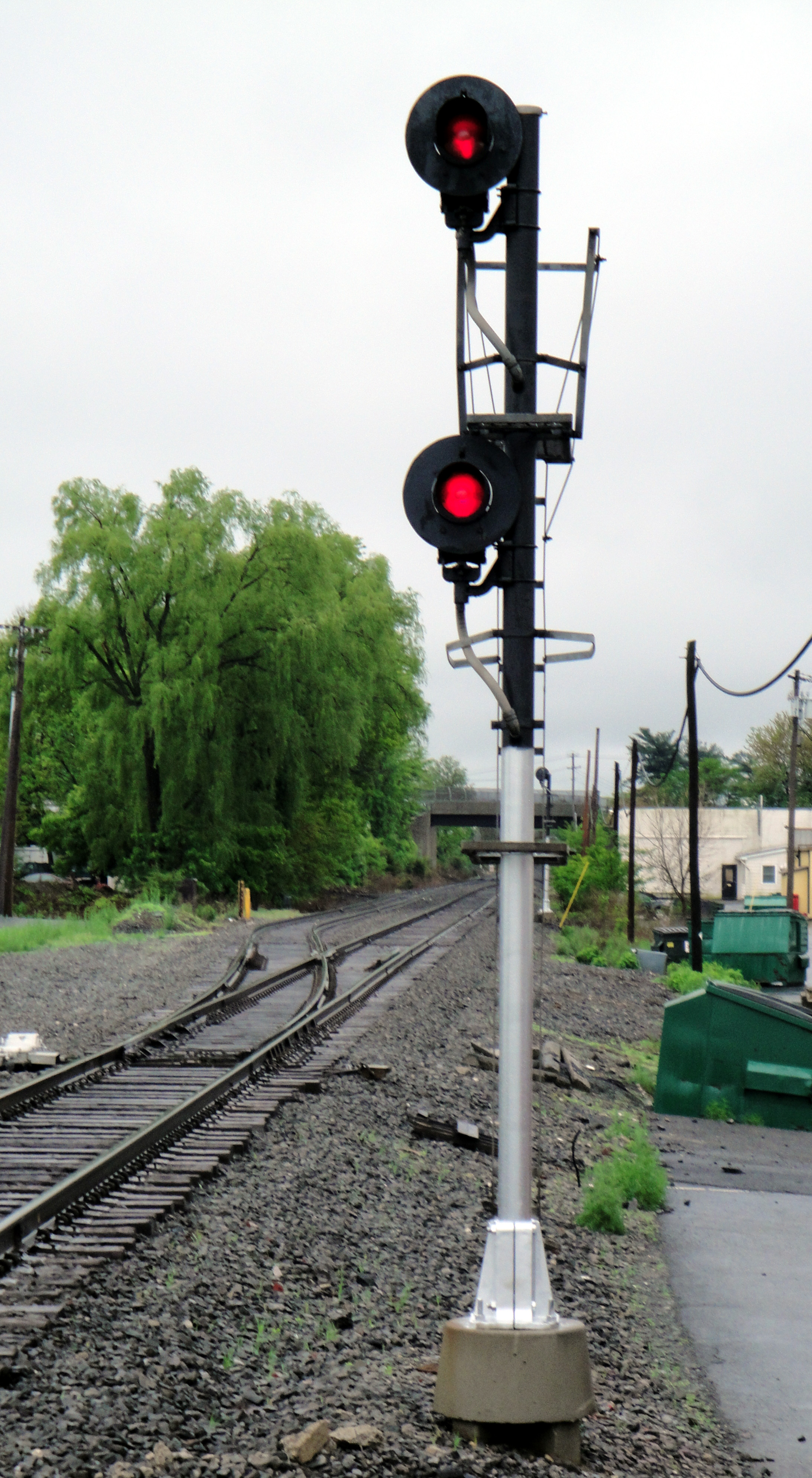
Reflektorové návěstidlo s proměnnou barvou

Drážní návěstidla ve Spojených státech amerických, ale i v Severní Americe obecně, prošla postupným vývojem a modernizací tak, jak se na severoamerickém kontinentu rozvíjela železniční doprava, narůstal počet současně jedoucích vlaků a narůstala potřeba řízení železničního provozu s ohledem na plynulost a bezpečnost.
Vývoj návěstidel a jejich technické řešení nesměřoval přímo k současnému stavu ale byl ovlivněn i technickými prostředky doby, kdy jednotlivé typy návěstidel vznikaly. Z hlediska vývoje lze pozorovat, že některé původní principy řešení byly s technickými úpravami přeneseny až do dnešní doby. V případě některých US návěstidel se jedná o přenos polohy ramene mechanického semaforu do optické – světelné podoby.

## Historie

### Návěsti dávané personálem
Aby návěsti přijíždějícímu vlaku předával drážní personál bylo nejjednodušší řešení v počátcích drážní dopravy pomocí rukou (eventuálně s praporkem) ve dne a v noci pomocí světla směřujícího k přijíždějícímu vlaku. Svislý pohyb nahoru a dolu znamenal pokračování jízdy (volno), vodorovný pohyb směrem ke koleji a od koleje znamenalo zastavení (stůj), kroužení znamenalo přiblížení a držení bylo signálem pro zpomalení, opatrně (výstraha). I přes rozvoj signálních návěstidel se ruční signalizace používá dodnes, zpravidla při posunu.

### Akustické návěsti
Pro řízení jízdy vlaku sloužily akustické návěsti dávané strojvedoucím lokomotivní píšťalou. Podle doporučení z roku 1867 byl jeden signál píšťaly používán pro odbrzdění, dva signály pro zabrzdění a tři pro zajištění. Později byly z důvodu bezpečnosti a snížení rizika omylu návěsti pro zabrzdění a odbrzdění zaměněny. Kromě návěštění pro obsluhu brzd slouží píšťaly a houkačky pro varování osob v kolejišti. Ke stejnému účelu byly lokomotivy (nejen) ve Spojených státech vybavovány zvonci, pro upozornění okolí, kde nebylo neobvyklé vedení kolejí přímo v ulicích měst. Tyto akustické signály předává strojvedoucí do okolí – z lokomotivy ven.
Obrácený způsob předání přímého a jednoznačného akustického návěstního signálu jedoucímu vlaku, směrem do lokomotivy, není možný z důvodu vzdáleností, hluku a proudění vzduchu. Výjimečné je použití akustické návěsti na trati s použitím třaskavek pro nouzové zastavení, kdy třaskavky vybuchují přímo pod koly. Třaskavky vynalezl v roce 1841 E. A. Cowper.

### Pyrotechnické návěsti
Pyrotechnické návěsti na principu světlice jsou méně známým, nebo méně očekávaným způsobem pro drážní signalizaci. Světlice se vyráběly v červené, žluté a zelené barvě s dobou hoření 5–15 minut. Červená světlice s dobou hoření 10 minut se používá dodnes na amerických drahách. Světlice může být vystřelena i z jedoucího vlaku a snáší se na padáčku nebo ve stanicích umístěna na břevno. I pomocí světlic je možno řídit jízdu vlakem jednoduchým způsobem: strojvedoucí nebo personál v daním místě vystřelí světlici, která pro následující vlak má význam, že pokud světlice hoří – stůj, což dovoluje vytvořit dostatečné vzdálenosti mezi vlaky.

### Pevná návěstidla

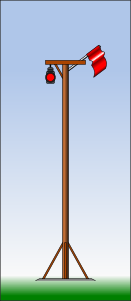
Pevné návěstidlo
ve dne – praporek
v noci – světlo

Pevná návěstidla byla předchůdcem pro návěstidla s proměnnými znaky. Vyjadřovala tedy jednu neměnnou návěst, například stůj. Pokračování v jízdě bylo možno až na pokyn drážního personálu.

### Košová návěstidla

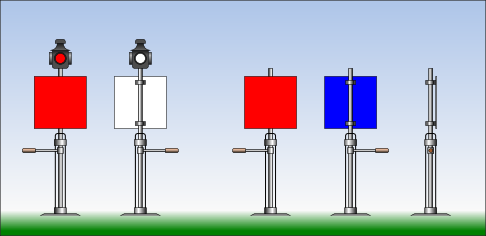
Možná podoba deskových návěstidel ve Spojených státech (rekonstrukce dle popisu)
vlevo: stůj – volno
vpravo: stůj – výstraha – volno

Košová návěstidla („ball signals“), jsou tvořena stožárem, na který se pomocí lan vytahuje jedna nebo více koulí (košů). Místo koulí se u některých drah používaly jiné tvary (válce, komolé kužely). Koule byly spletené z proutí nebo vyrobené z jiného, lehkého materiálu.
Podle počtu a polohy koulí může návěstidlo předávat strojvedoucímu dva nebo více jízdních signálů v závislosti na jejich poloze. Tento druh návěstidel byl používán nejen ve Spojených státech, ale také v Německu, Anglii a dalších zemích. Ve Spojených státech byl tento druh návěstidel krátkodobě používán kolem roku 1832 na tratích New Castle a Frenchtown. V tomto provedení se tyto návěstidla používala do roku 1840, kdy byly koule nahrazeny kruhovými deskami s výraznějším barevným provedením pomocí výsečí. U těchto návěstidel nebyl signál předávaný barvou ale polohou koule; nahoře – volno, ve středu – výstraha, dole – stůj. Výraz „Highball“ (přeložitelné jako „vysoký míč“) se používá dosud jako slangový pro návěst "volno".

### Desková návěstidla
První nejčastěji používaná návěstidla byla desková, kdy pro zobrazení stavu byla použita deska s různým barevným nátěrem na každé straně. Platnost signálu pro přijíždějící vlak se nastavovala tak, že obsluha návěstidla otočila desku s požadovanou barvou do směru přijíždějícího vlaku. Pro indikaci signálu byla používána červená barva pro signál stůj a barva bílá pro signál volno. V noci bylo návěstidlo doplněno svítící lucernou červené nebo bílé barvy se stejným významem jako barva desky. Již tehdy bylo zřejmé, že je výhodnější barevným světlem označovat návěst než osvětlovat plochu signální desky. V roce 1867 navrhl Franklinův institut, zabývající se drážní signalizací, použití i modré barvy pro signál výstraha. Toto řešení bylo používáno pouhé tři roky, do roku 1870, kdy byly přejaty britské signály. Při použití modré barvy na deskovém návěstidle, tato nahradila bílou plochu, která znamená volno a červená plocha zůstala zachována. Signál volno byl potom indikován tím, že se deska postavila do polohy rovnoběžně s tratí, tedy z pohledu přijíždějícího vlaku nebyla viditelná. Modrá barva však měla nevýhodu, že za snížené viditelnosti nebo ve stínu byla špatně rozlišitelná od červené barvy.

### Ramenová návěstidla

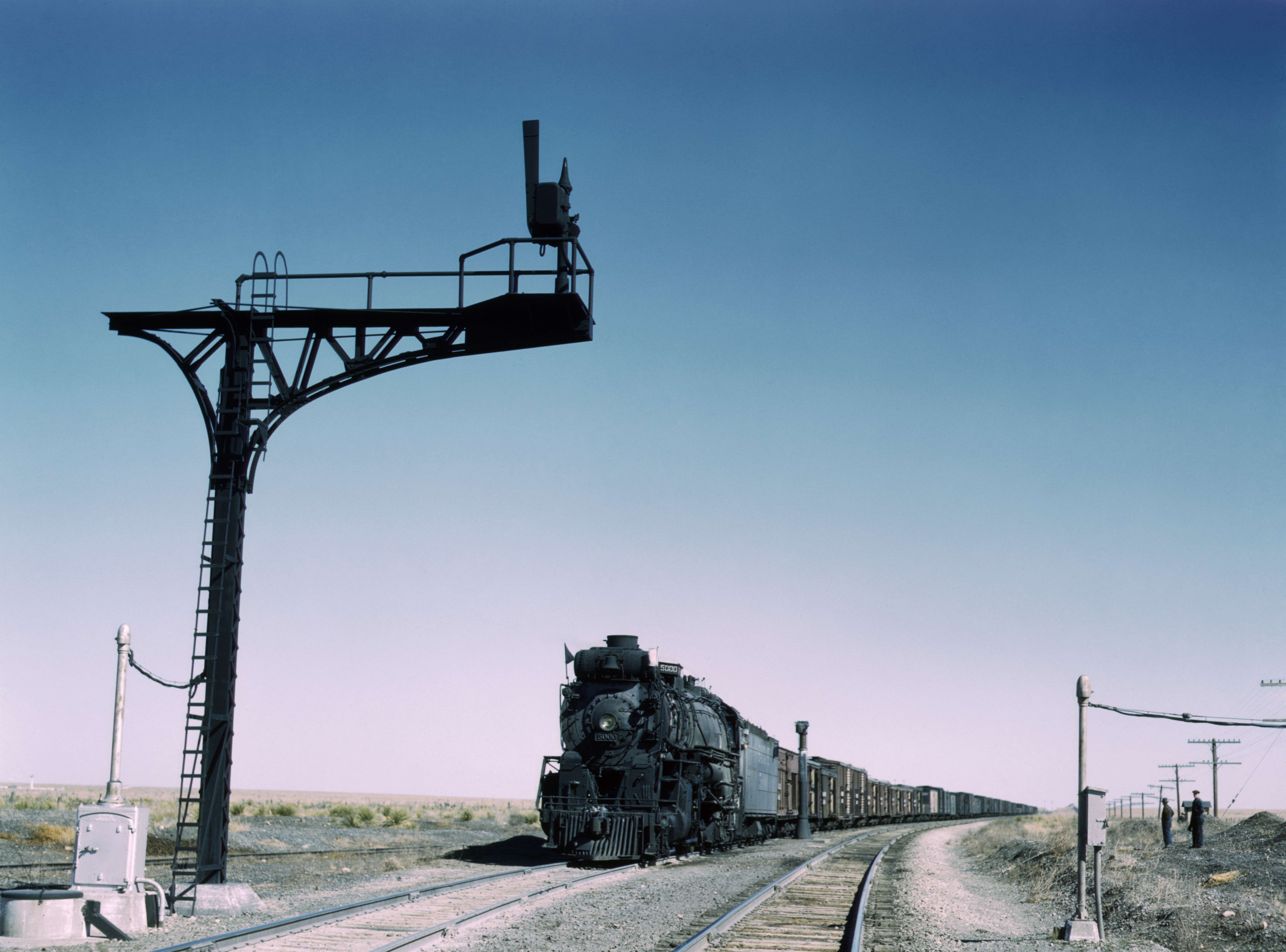
Mechanické jednoramenné návěstidlo na krakorci
Santa Fe, Ricardo, New Mexico (1943)

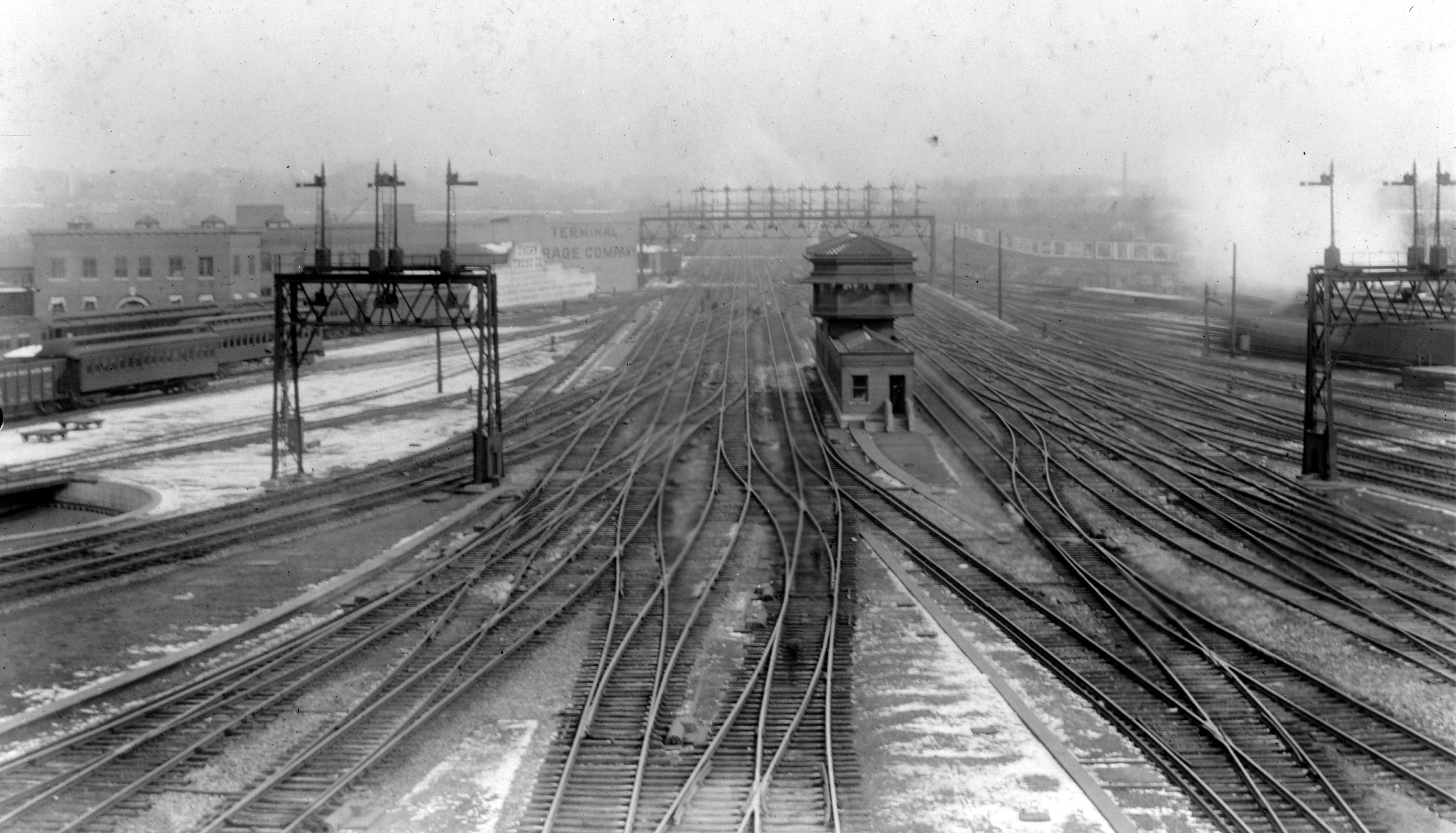
Mechanická ramenová návěstidla
na signalizačních lávkách
Union Station Washington DC, (1909~1932)

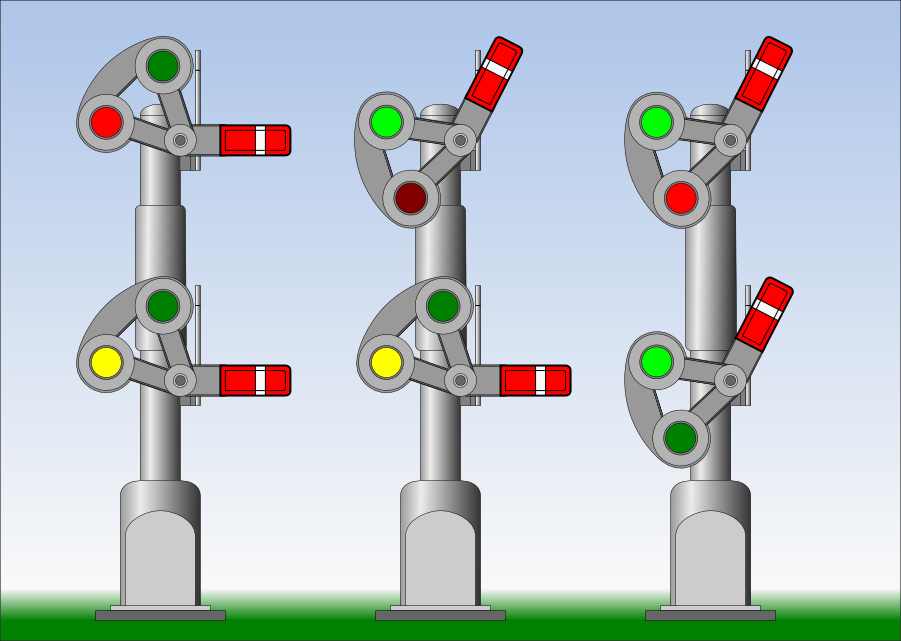
Trpasličí dvouramenné návěstidlo

Ramenová návěstidla (mechanická návěstidla) předávají návěst polohou pohyblivého ramene nebo více rameny, jejich sklopením nebo zvednutím kolem bodu otáčení na stožáru. Ve dne byla poloha ramen dostatečně viditelná pro předání signálu, v noci byla poloha ramen signalizována světlem, jehož barva se měnila podle předsazeného barevného filtru, mechanicky spojeného s ramenem. Ve spojených státech se používaly dvě i tři polohy ramene a tomu odpovídal i počet barevných filtrů (červený, žlutý/zelený a bez filtru/zelený barevný filtr). Použití barev žlutá/zelená/bílá se postupem doby měnilo. Za tmy byly barvy dobře rozlišitelné i v případě, kdy se z počátku používaly olejové lampy s dlouhou dobou svícení, typicky až 6 dní. Problematická je situace s identifikací barvy při přechodu denní doby (den/noc), za různých klimatických podmínek a je subjektivní ze strany strojvedoucího, kde se může vyskytovat určitý stupeň barvosleposti. Tento problém by brzy zjištěn a olejové lampy byly nahrazeny elektrickými žárovkami, které poskytují dostatečný světelný výkon i za dne. Postupně tento typ, světelný, vytlačil ve Spojených státech mechanická návěstidla kolem roku 1920, v ostatních zemích později.

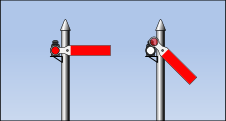
Jednoramenné náv. 2 polohy
• vodorovně: stůj – červená
• šikmo: volno – bílá

Prvně používaná ramenová návěstidla ve Spojených státech používala sklopná ramena (volný konec ramene se z polohy stůj pohybuje dolu). Signál stůj byl vyjádřen vodorovnou polohou ramene, signál volno pak šikmou (sklopenou) polohou ramene. Z hlediska "čitelnosti" polohy ramene se nejčastěji používá úhel 45°, ve Spojených státech, pro lepší odlišení polohy, bylo používáno i sklopení o 60° podle vzoru společnosti Great Western. Souvislost s polohou ramene a barvou byla následující: vodorovně − červená − 0°, šikmo − bílá (později zelená) − 45/60°. Kolem roku 1900, s nástupem potřeby indikovat jedním ramenem tři signály, byly přijaty tři následující polohy ramene: vodorovně − červená − 0°, šikmo − zelená (později žlutá) − 45° a svisle − bílá (později zelená) − 90°. S nástupem používání žluté barvy se začaly používat i zvedací ramena (volný konec ramene se z polohy stůj pohybuje nahoru). Z konstrukčního hlediska bylo zvedání ramene výhodnější, protože při přerušení ovládacích táhel se rameno vlastní vahou přestaví do polohy stůj. Od roku 1918 bylo ustanoveno používání žlutého a zeleného barevného filtru (používání bílého světla bylo na návěstidlech zrušeno).
Ramenová návěstidla se v USA zprvu umisťovala vlevo i vpravo a na návěstidle byla umístěna 3–4 ramena. Později, po vzoru společnosti Great Western, byla ramenová návěstidla umisťována vpravo od koleje z důvodu lepšího dohledu strojvedoucího na parní lokomotivě (pohledu na levou stranu vadil kotel před budkou strojvedoucího).

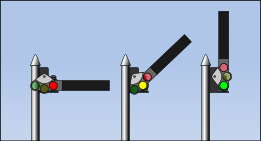
Jednoramenné náv. autobloku
(Atchison, Topeka & Santa Fe)
• stůj
• výstraha – stůj u další návěsti
• volno – traťová rychlost

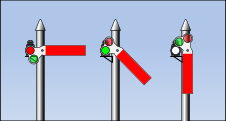
Jednoramenné náv. 3 polohy
• vodorovně: stůj – červená
• šikmo: výstraha – zelená
• svisle: volno – bílá

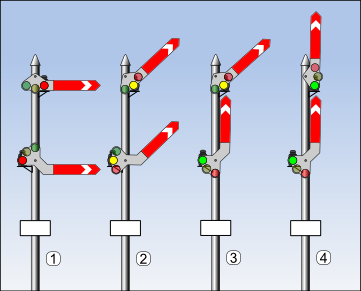
Dvouramenné náv. autobloku
• stůj
• výstraha – stůj u další návěstia
• volno – připr. na sníž. rychl. u další náv.
• volno – traťová rychlost

Tři polohy jednoho ramene se u návěstidel začaly používat v roce 1900 na trati z Pittsburgu do Homewoodu. Autory tohoto řešení byli Gray z Pittsburgu a Ft. Wayne z Chicaga. Důvodem pro toto řešení byla úspora jednoho ramene pro vyjádření tří návěstí jedním ramenem: stůj – výstraha – volno. Třípolohové sklopné rameno se pohybovalo se v dolním kvadrantu, a našlo uplatnění u prvního autobloku. Při postavení ramene pod úhlem 45° to však pro strojvedoucího znamenalo okamžitě snižovat rychlost.
O pár let později, v roce 1903, Patenall a Loree zkonstruovali třípolové zvedací rameno, tedy jeho pohyb procházel horním kvadrantem. Z evropských zemí tento princip jako první použily dráhy v Belgii, v roce 1919. Zvedací rameno u autobloku použila společnost Athchison, Topeka & Santa Fe použila polohu 45° jiným způsobem a to jako výstrahu u autobloku a v roce 1927 bylo toto zakotveno v dopravních přepisech.
Důležité rozlišení mezi návěstidlem autobloku a hlavním návěstidlem byl i tvar zakončení ramene. Pokud byly ramena vodorovně, tak u semaforu s tabulkou toto znamenalo absolutní stůj (blok), u semaforu bez tabulky stůj a pokračuj, u návěstidla s zešikmeným koncem ramene pro autoblok pak stůj a pokračuj u návěstidla s pravoúhlým zakončením pak absolutní stůj (blok). Vzhledem ke konfliktu významu návěsti s významem u jiných společností byly semafory autobloku u jiných společností označovány identifikační číselnou tabulkou. Na semaforech autobloku společnosti Santa Fe totiž mělo rameno čtvercové zakončení. Poloha 45° na semaforu bez tabulky znamenala omezení (snížení rychlosti), s tabulkou výstraha. Pro další rozlišení byla ramena natřena z pohledové strany bíle, černě nebo pruhovaně v závislosti na pozadí.
Na dvojkolejné trati (provoz jedním směrem na jedné koleji) mohl strojvedoucí po zastavení u návěstidla autobloku pokračovat pomalou rychlostí dále. Na jednokolejné trati musela být na trať před vlakem vyslána osoba s praporkem a strojvedoucí mohl pokračovat v jízdě pomalou rychlostí až po 5 minutách do místa, odkud bylo vidět další návěstidlo. Toto bylo povoleno z důvodu možné chyby či poruchy signalizace, nikoliv v očekávání střetu s protijedoucím vlakem. Na identifikačních značkách byla uvedena vzdálenost v mílích na desetiny, sudá čísla byla používána pro jeden směr, lichá pro opačný. Od ostatních návěstidel se lišily i tím, že dolní světlo bylo umístěno vlevo od stožáru.

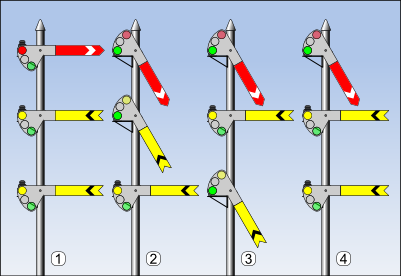
Tříramenné náv. autobloku
sklopná ramena, pouze dvě polohy ramene
• stůj a pokračuj
• volno – traťová rychlost
• volno – přípr. sníž. rychl. u další náv.
• výstraha – stůj u další návěsti

Použití dvouramenných návěstidel pro autoblok však dovolovalo zobrazení více návěstí. Dvě žluté znamenaly výstraha (stůj u dalšího návěstidla). Žlutá a zelená byla návěst pro snížení rychlosti. Pokud nebylo druhé rameno u dvouramenných návěstidel potřebné k rozlišení návěsti, zobrazovalo shodnou polohu jako horní, dvě červené pro stůj a dvě zelené pro návěst volno. Toto bylo u návěstidel autobloku výhodné hlavně v noci. Od ostatních návěstidel se lišily i tím, že dolní světlo bylo umístěno vlevo od stožáru. U tříramenných návěstidel autobloku byla signalizace obdobná a vyjadřovala čtyři návěsti: volno, připravit k zastavení u druhého návěstidla, Výstraha – zastavit u následujícího návěstidla a Stůj a pokračuj. Všechna světla na návěstidle byla umístěna vlevo od stožáru. Společnosti New York Central a Pennsylvania Railroad (PRR) používaly tuto signalizaci k rozdělení potřebné zábrzdné vzdálenosti. Používání těchto návěstidel bylo ukončeno v roce 1918 a byly nahrazeny návěstidly se zvedacími rameny. V některých případech po přechodu na návěstidla se zvedacími rameny byla používána návěstidla jen se dvěma rameny.
Patenallova návěstidla se zvedacími rameny byla přijata jako standard ARA již v roce 1903 a byla používána až do roku 1940, kdy převládla návěstidla světelná. Horní a střední rameno mělo délku 7 stop, dolní potom 6 stop. Pokud by střední nebo spodní rameno nemělo pro zobrazení návěsti význam, mohlo být vynecháno. Nejnižší rameno bylo obvykle 22 stop a 6 palců nad úrovní koleje. Tato výška zajišťovala viditelnost ramen i přes vpředu stojící vlak. Barevná kombinace noční návěsti, tvořená světly a barevnými filtry spojenými s rameny návěstidla, byla později přejata pro signalizaci návěsti u světelných návěstidel. I když v roce 1912 bylo již značně rozšířeno používání tříramenných třípolohových návěstidel se zvedacími rameny' podle Patenallova patentu, stále bylo používáno hodně návěstidel se sklopnými rameny.

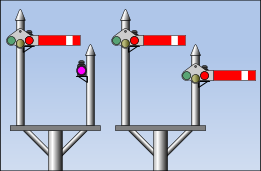
Návěstidla na krakorci
• vlevo: návěstidlo pro levou kolej a zástupné světlo pro pravou kolej
• vpravo: návěstidlo pro levou kolej (hlavní trať) a pro pravou kolej (vedlejší trať)

Princip návěstění pomocí tří ramen je v tom, že umožňuje strojvedoucímu předávat i povolenou rychlost v následujícím úseku, přitom se povolené rychlosti řídily třídou tratě. S vývojem drážních předpisů se jako standard ustálilo pravidlo, že výše umístěná ramena platila pro vyšší rychlosti nebo pro hlavní tratě a pro pomalejší rychlosti a vedlejší tratě byla ramena umístěna níže. Postupně se ustálil standard ramenového návěstidla se třemi rameny. Horní rameno bylo určeno pro maximální rychlost, druhé rameno pro střední traťovou rychlost (30, později 40 mil/h) a spodní rameno (kratší) pro pomalou rychlost (15–20 mil/h), kdy se očekávalo následné zastavení. Toto uspořádání přijaly, podle normy RSA, v roce 1910 všechny společností. Současné předpisy místo střední rychlosti používají termín odlišná rychlost (nižší než traťová). Vhodnou signalizací povolené rychlosti pro projíždějící vlak je možno dosáhnout plynulejšího provozu než při řízení metodou stůj – jeď.
Z prostorových důvodů byly na dvojkolejné trati návěstidla umisťována vpravo od pravé koleje na krakorci. Levé návěstidlo signalizovalo pro levou kolej, pravé pro pravou kolej. V některých případech se odlišovala hlavní a vedlejší trať tak, že návěst pro hlavní trať byla umístěn výše, pro vedlejší trať níže. Pokud nastala situace, že návěstidlo na krakorci umístěném vpravo platil pro levou kolej, bylo místo pravého návěstidla instalováno "zástupné světlo" modré nebo fialové barvy umožňující orientaci strojvedoucímu za tmy, v některých případech prostorových poměrů na pravé straně mohl být krakorec instalován vlevo od levé koleje, kdy situace s párováním koleje a návěstidla byla řešena podobně – stranovým převrácením.

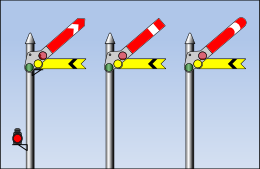
Návěstidla s rameny v zákrytu
autoblok – hlavní – ruční

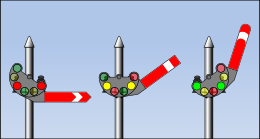
Návěstidla s dvěma světly
autoblok – hlavní – ruční

V letech 1912–1918 prošla drážní návěstidla rychlými změnami a to i v souvislosti s fúzováním a rozpadem drážních společností. V těchto letech působila v oblasti New Yorku a okolí společnost „New York Central & River Railroad“ se společnými drážními předpisy, která vznikla již v roce 1869 sloučením menších společností mezi Albanou a Buffalo. Ostatní, menší společnosti, tvořící uskupení „New York Central System“, používaly jiné drážní předpisy. Do tohoto systému patřily společnosti: „Lake Shore and Michigan Southern“, „Chicago“, „Cleveland“, „Cincinnati and St. Louis“ (Big Four), „Michigan Central“ a „Boston and Albany“. V těchto letech vzniklo mechanické návěstidlo, které oproti klasické konstrukci mělo dvě horizontální světla. Není uvedeno, jestli se jednalo o dva samostatné zdroje světla nebo se jednalo o jeden světelný zdroj a světelné paprsky byly vedeny odrazem. Podle zakončení tvaru ramene se návěstidlo používalo jako hlavní (pravoúhlé), automatický autoblok (zešikmené) a ručně ovládané (kulaté). Ze signální strany byla použita červeno-bílá kombinace, ze zadní strany černo-bílá zešikmená kombinace barev. Předvěstní ramena byla potom žluto-bílá ze signální strany a zadní strana bílá s černým zešikmením.
V tomto období se prvně objevuje konstrukce dvou ramen v zákrytu, což znamená, že pokud jsou ramena ve stejné poloze, přední rameno zakrývá rameno za ním, zadní rameno potom nemá pro signalizaci význam. Tohoto uspořádání se nejprve používalo u posledního návěstidla autobloku, kdy druhé rameno (žluté) bylo instalováno pevně na stožár. Později byla funkce druhého ramene zdokonalena, rameno se mohlo taktéž zvedat a návěst mohla být, podle polohy ramen, používána i jako výstraha.
Pro zlepšení viditelnosti postavení ramene v noci se u mechanických návěstidel prvně používalo reflexní rameno, které odráželo světlo přijíždějí lokomotivy. Pro lepší rozpoznání konkrétního signálu návěsti se později používaly dvě světla, která se pohybovala s ramenem. Před rokem 1889 se v Bostonu a Albaně používal systém, kdy dvě vodorovně umístěná světla znamenala stůj, dvě světla umístěná svisle potom volno. V Mansfieldu v Massachusetts bylo takovýchto návěstidel používáno 84. Systém návěstí byl rozšířen i o diagonální postavení světel, což znamenalo výstraha. Systém těchto nočních návěstí se nazýval „Hardy“ a „B & A“. Tento systém byl přesto dobře „čitelný“ pouze na malé vzdálenosti, na velké vzdálenosti vzájemná poloha světel splývala. Zlepšení přineslo přidání dalšího světelného bodu jako středu a / nebo použití barevného rozlišení světel podle polohy.
Trpasličí návěstidla, jednoramenná, dvouramenná, se používala ve stísněném prostoru kolejiště, kde nebylo dostatek prostoru k instalování návěstidel normální velikosti.
S postupem doby a s rozvojem elektrické energie a elektrotechnologie bylo ovládací mechanismus pomocí táhel u mechanických ramenových návěstidel nahrazován ovládáním na elektromagnetickém principu.

### Elektromechanická návěstidla

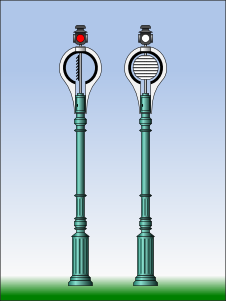
Elektricky ovládané návěstidlo
US&S – původní signalizace
• vlevo: stůj • vpravo: volno

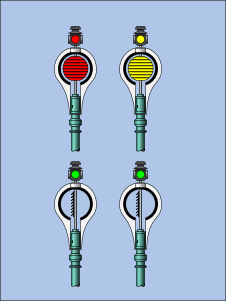
Elektricky ovládané návěstidlo
NYO&W – novější signalizace
• červená: stůj • žlutá: výstraha • zelená: volno

Elektromechanická návěstidla využívají elektrický proud pro přenos požadavku na zobrazení signálu na místo původního mechanického principu. Toto řešení umožnilo překonat vzdálenost 1.000 yardů mezi návěstidly. Již v roce 1838 Steinhei ukazuje možnost použití kolejnice pro přenos elektrického proudu jako vodiče. S řešením pro automatický provoz přišel v roce 1872 William Robinson s uzavřeným okruhem kolejového obvodu a nechal si jej patentovat jako US Patent 130661, 20. srpna 1872. Přesto se dále používá otevřený okruh kolejového obvodu, ve Spojených státech model Franka L. Popeho z roku 1870. Jedním z problémů byla koncepce použití elektrického signálu tak, aby jeho přenos byl jednoznačný. Stále se principiálně jednalo o mechanická návěstidla, kdy jedna poloha byla vyvolána gravitací a hmotnosti návěsti a druhá poloha se ovládala elektromagnetickou indukcí, vyvozením magnetické síly. Příkladem může být Rousseauho autoblok z roku 1870 a nebo Popeův dálkově ovládaný semafor, ve skutečnosti se však jednalo o deskové návěstidlo. Dokonalejší a bezpečnější řešení navrhl Oscar Gassett z Bostonu (US Patent 228455, 8. června 1880), i když stále na principu hmotnosti a gravitace. Základní poloha představovala návěst stůj (deska souběžně s tratí) z které se elektrickým signálem vychylovala do polohy volno (deska viditelně postavena k přijíždějícímu vlaku). Taktéž byla signální plocha přemístěna výše „na stožár“. Osvětlení návěsti bylo zprvu v prostoru otočného disku, později bylo přesunuto nad disk, na vrchol prodlouženou osu.
Oba konstruktéři, Oscar Gassett a William Robinson, společně, v roce 1878 založili firmu s příznačným názvem Union Signal Company a dosáhli komerčního úspěchu umístěním návěstidel v Bostonu a Albaně. Tato společnost však působila pouze do roku 1880, kdy byla pohlcena společností Westinghouse, která ale více podporovala pneumatickou signalizaci a v letech 1883–1894 přestavěna 1055 návěstí. Postupně i tato společnost přešla k elektrickému principu s kolejovými obvody a izolovanými úseky kolejnic. Důležitý princip, že bez elektrického signálu se zobrazuje návěst stop, zůstal zachován. V této době se pomalu formovaly drážní předpisy o jednotném používání barev, tedy návěsti, kterou barva představuje a byly odstraněny stavy, kdy „prázdný“ signál návěsti představoval návěst stůj nebo výstraha.

### Světelná návěstidla – mechanická

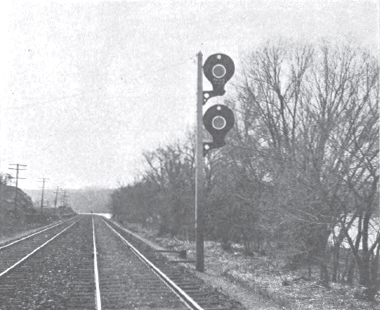
Hallovo „Banjo“ návěstidlo
Philadelphia and Reading Railroad (1901)

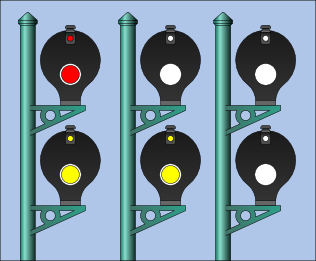
Návěstidlo T.S.Halla „Banjo“
• stůj • výstraha • volno

Světelná návěstidla, ale stále na mechanickém principu, se ve Státech objevila již v roce 1870. Autorem této konstrukce byl Thomas S. Hall, který si tento princip nechal patentovat (U.S. Patent 103.875, 7 June 1870). Jednalo se o světelné návěstidlo na mechanickém principu, kde před zdrojem světla byl umístěn barevný filtr, jehož poloha se ovládala elektrickým proudem vyvolávající magnetické pole v cívce. Toto pole otáčelo kotvou, s kterou byl spojen disk s barevným filtrem. Tyto návěstidla se začala používat souběžně s Robinsonovými návěstidly ve Philadelphii a Erie. Pokud byl rozpojen (přerušen) přívod proudu, disk s barevným filtrem se přetočil do polohy stůj a světlo procházelo přes červený filtr. Při uzavření elektrického okruhu byl disk vychýlen, filtr byl přetočen mimo světelný paprsek a bylo zobrazeno světlo lampy (bílé). Toto návěstidlo se zprvu používalo v Nové Anglii jako blokovací na výhybkách u společnosti Eastern Railroad v New Yorku a Harlemu. V letech 1872–1873 byl tento typ návěstidla použit pro první spojitý autoblok mezi Bostonem a Beverly u téže společnosti.

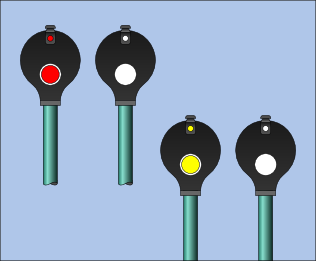
Návěstidlo T.S.Halla „Banjo“
• horní: návěst stůj / volno
• dolní: předvěst výstraha / volno

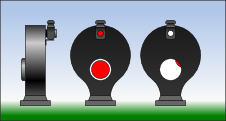
Návěstidlo T.S.Halla „Banjo“
• stůj: červená • volno: bílá

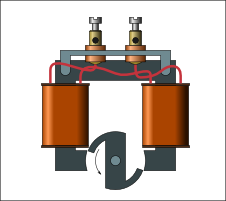
Elektromagnetický mechanismus s kotvou „Z“

Návěstidlo dále procházelo úpravami, o které se zasloužil W. P. Hall, syn T. S. Halla. V roce 1888 byla modernizována návěstidla v Bostonu a Albaně. Po roce 1890 bylo Hallovo návěstidlo ještě zdokonaleno v součinnosti s kolejovými obvody a provozní riziko bylo sníženo použitím záložních baterií (U.S. Patents 535.102 a 535.103, 5 March 1895). Zdokonalení spočívalo i v tom, že bylo odděleno denní a noční zobrazování signálu. Konstrukcí otvorů pro průchod optických paprsků bylo dosaženo dobré viditelnosti návěsti i v případě, že na návěstidlo dopadalo sluneční světlo. Princip spočíval ve větším otvoru z pohledové strany tak, že byla zobrazována bílá plocha kolem červeného filtru. Jednoduchá a dobře promyšlená konstrukce s rotační kotvou v magnetickém poli ve tvaru písmene „Z“ dala v roce 1890 tomuto návěstidlu možnost širokého rozšíření na drahách. I přes úpravy, mohl tento typ návěstidla zobrazovat pouze dva návěstní znaky, proto bylo nutno v některých případech instalovat dva mechanismy na jeden stožár.
Oblíbenost Hallových diskových návěstidel přivedla společnost Union Switch and Signal – US&S v roce 1895 k výrobě tohoto typu návěstidel podle patentu Jense G. Schreudera (U.S. Patent 550.535, 26 November 1895), i když se toto řešení od předchozího příliš nelišilo. Návěstidlo mělo 4 stopy v průměru, mechanizmus byl stále ovládán elektromagnetickou cívkou s kotvou ve tvaru „Z“, disk byl vyroben ze smaltovaného hliníku a barevný filtr byl vyroben z olejovaného papíru kvůli vlhkosti. Tato návěstidla byla používána především pro autoblok na jednokolejných tratích v Cincinnati, New Orleans a u společnosti Texas Pacific, na 132 mil dlouhém úseku „Rat Hole“ (Krysí, myší díra). V té době (1891) se jednalo a jedno z nejmasivnějších nasazení návěstidel s použitím u tunelů, kde vytvářela samostatné izolované oddíly. I přes tento úspěch měl tento typ návěstidel poměrně krátkou dobu používání a byly nahrazeny motorovými systémy.
V průběhu 19. století se konstrukční provedení drážních návěstidel dále rozvíjelo.

### Světelná návěstidla

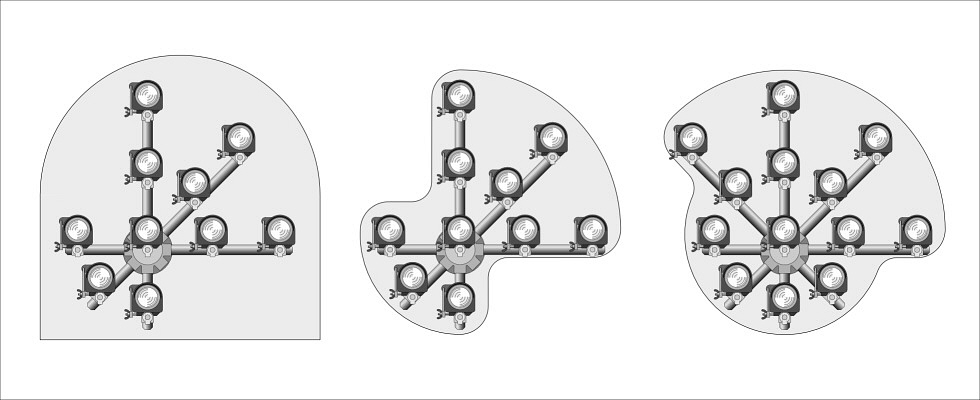
První světelná polohová návěstidla
• rozložení světelných bodů podle polohy ramene mechanického návěstidla
• šedě jsou vyznačeny tvary desek pozadí

Za denního světla poskytovala mechanická návěstidla dostatečnou informaci o zobrazené návěsti a v noci byla doplňována lucernami, které polohou nebo barvou zobrazovaly návěst. Ve dne však tehdejší zdroje světla nedokázaly poskytnout dostatečný světelný výkon a tak byla návěstidla kombinována. Teprve s nástupem elektrického osvětlení, žárovek, které již měly dostatečný světelný výkon, bylo možno světelné návěsti používat v denní a samozřejmě i noční době.
Brian Solomon v knize Railroad Signaling uvádí, že pouze optická signalizace se používala od roku 1904, ale pouze v tunelech, kam nepronikalo sluneční světlo. První instalace byla provedena v tunelu na východě Bostonu. Dalšího rozšiřování se světelná návěstidla dočkala až po roce 1914, kdy byly vynalezeny žárovky s centrovaným vláknem, tedy s definovanou polohou vlákna vůči ohnisku optiky. Světlo – paprsek světla z takovýchto světelných zdrojů byl viditelný až na 4.000 stop (1.219 m), což již bylo pro drážní provoz uspokojivé. Pro další rozšíření světelných návěstidel bylo nutno vyřešit i optiku usměrňující světelný paprsek aby zbytečně světlo nepohlcovala. Možnost přechodu návěstidel na čistě světelná taktéž závisela na dostupnosti elektrické energie, což bylo možné až po roce 1920. Pro rozšíření světelných návěstidel hovoří i fakt, že neobsahují žádné mechanické, pohyblivé, díly.
První světelná návěstidla v podstatě pomocí polohy světel kopírovala polohu ramen mechanických návěstidel. Pro zvýraznění místa či plochy návěsti byla světla umisťována do otvorů černé desky, která vytvářela pozadí návěsti a zlepšovala „čitelnost“. I když se jednalo o návěst tvořenou polohou světel (světelné polohové návěstidlo), podle tvaru této desky se jim říkalo „náhrobky“. U těchto návěstidel došlo k redukci počtu zobrazovaných ramen – světelných bodů a to tak, že poloha nejnižšího (třetího) ramene byla světly zobrazována pouze tehdy, odpovídala-li poloha poloze šikmo a svisle. Redukcí počtu světelných bodů pro vyjádření polohy ramene až na dva světelné body byl rozměr návěstidla redukován na tolik, že je bylo možno používat jako trpasličí ve stísněných prostorách kolejiště. Polohové vyjádření návěsti se používá ve Spojených státech i v současnosti a to se žlutou barvou světla pro všechny světelné body a signály nebo je návěstní signál navíc rozlišen i barvou světelného bodu.
Světelná návěst může poskytovat různé kombinace pro zobrazení návěsti: barva světla, která je nejvýznamnější, blikání, poloha světla. Postupem doby se podle použití ustálily základní barvy: červená, žlutá, zelená, modrá, bílá a fialová. Zde záleží na drážních předpisech a návěstní soustavě, které konkrétní barvy jsou použity. Použití barev, jejich význam, prošel v průběhu vývoje návěstidel různými významy, žlutá barva se začala používat až na počátku 20. století. Ačkoliv bylo bílé světlo dobře viditelné, s nástupem elektrického světla ztratilo na významu. Postupně zelená barva nahradila bílou (návěst volno) a žlutá nahradila zelenou (výstraha). Výzkumem vhodnosti barev pro drážní dopravu se v letech 1906–1908 zabýval Corning.
Nástup světelné signalizace není zcela bezproblémový. Proti jeho používání za dne hovořilo například to, že pozorování věrohodnosti barvy světla i světla samotného podléhá povětrnostním vlivům, citlivosti lidského oka i možné barvosleposti. Paradoxní v této situaci je to, že návěst stůj je reprezentována červenou barvou, která stejně jako modrá, leží na okraji barevného spektra citlivosti lidského oka.

## Současnost
Protože na území Států působilo mnoho železničních společností a stále jich několik působí i v současnosti, jsou návěstidla na různých tratích odlišná podle příslušnosti k provozovateli: Bessemer & Lake Erie Railroad (1957), Union Pacific (1988) Atchison, Topeka and Santa Fe (1995), Kansas City Southern (1998) a Southern Pacific (1996). Údaj v závorce je rok aktualizace drážních předpisů.
podle provedení se jedná o návěstidla:
- mechanická (již vyřazena mimo historických exponátů)
- světelná
  - reflektorová s proměnnou barvou
  - třísvětelná/tříbarevná v provedení terč
  - sloupcová barevná návěstidla
  - polohová návěstidla – provedení PRR
  - barevná polohová návěstidla – provedení B&O
  - barevná polohová návěstidla – provedení N&W
  - barevná polohová návěstidla – provedení Amtrak

### Reflektorová návěstidla

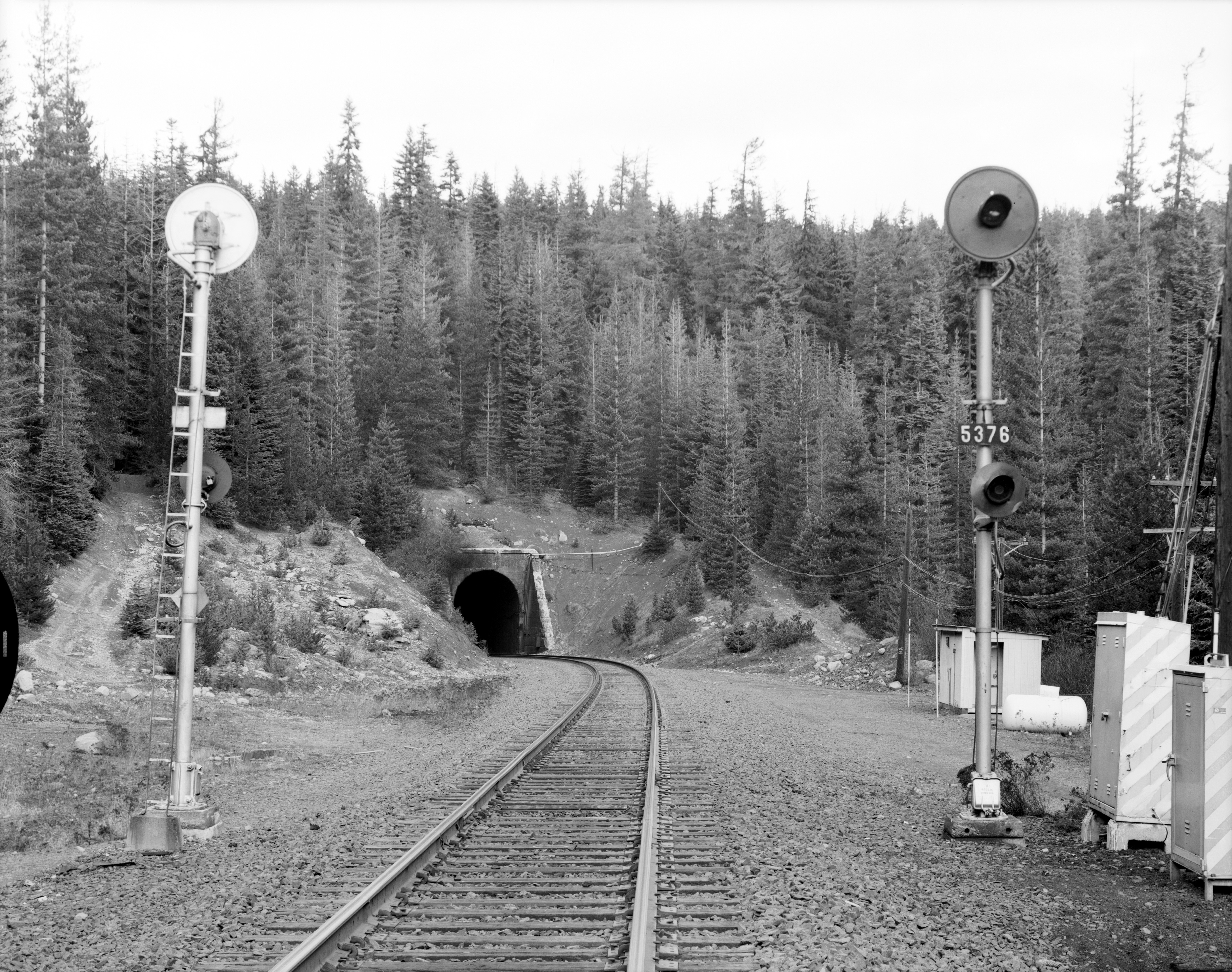
Reflektorové návěstidlo
Natron Cutoff, Southern Pacific Railroad v Klamath County, Oregon (1997)

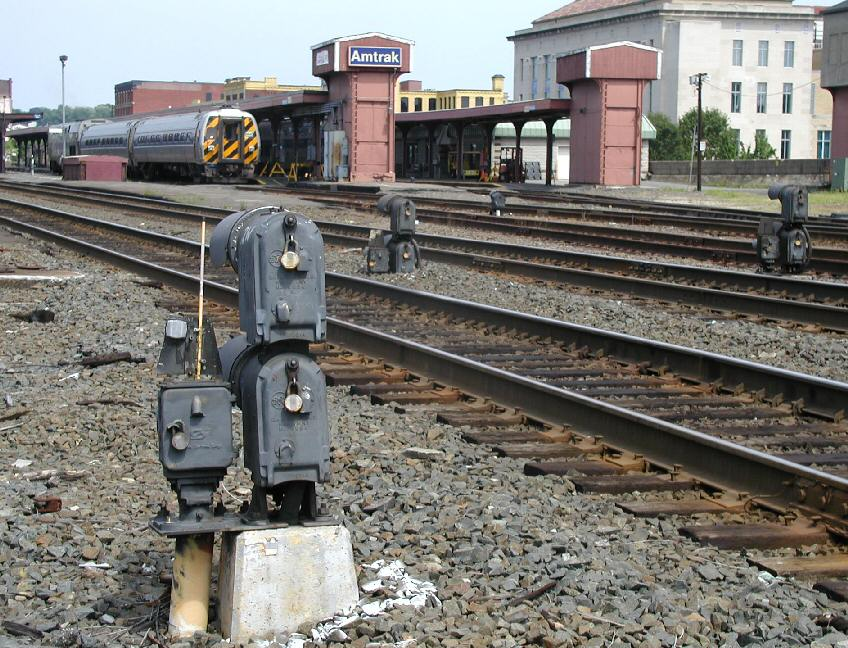
Reflektorové návěstidlo – trpaslík
Springfield Union Station (2008)

Reflektorová návěstidla jsou konstrukčně zajímavé konstrukce, kde jsou v malém prostoru soustředěny až tři signální barvy. Principiálně se jedná o vynález Thomase Halla z roku 1869 (Banjo), které byly vyráběny až do roku 1925, kdy tuto výrobu převzala společnost Union Switch and Signal (US&S) a vyráběla typovou řadu pod označením H, H-2, H-3, H-4 a H-5. Písmeno „H“ je uváděno podle jejich tvůrce T. Halla. Společnost GRS vyvinula řadu „SA“ těchto reflektorových návěstidel, které byly ve výrobě od roku 1940 do roku 1980. Jejich oblíbenost byla větší než návěstidla společnosti US&S.

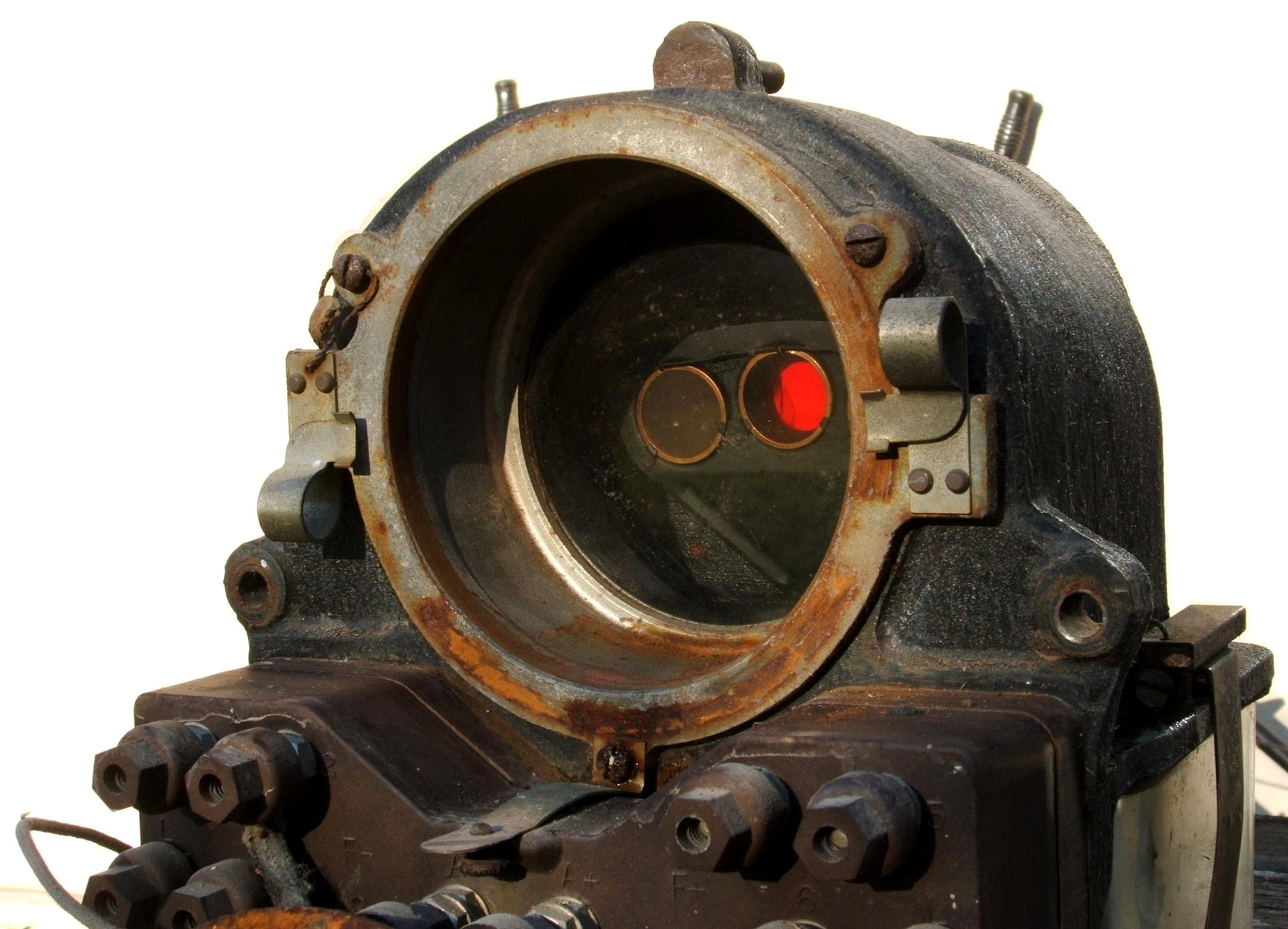
Reflektorové návěstidlo
pohled na šablonu s barevnými filtry po demontáži vnitřní a vnější čočky

Reflektorové návěstidlo má pouze jednu sadu optických čoček a jeden zdroj světla. Tento typ návěstidla je jeden z mála, který používá reflektorovou elipsoidu a žárovka je umístěna v ohnisku rotační elipsoidy. Odražené paprsky jsou směrovány tak, aby procházely jedním bodem – ohniskem. Před tímto bodem je umístěna pohyblivá šablona s kruhovými barevnými filtry. Základní poloha šablony je definována působením gravitace, kdy světelný paprsek prochází červeným filtrem – signál stůj. Změna signalizované návěsti se pak provádí vychýlením na jednu nebo druhou stranu se žlutým nebo zeleným filtrem. Ovládacím mechanismem může být elektromagnet nebo elektrický motorek. Při přerušení dodávky elektrického proudu se vychýlená šablona vlivem gravitace vrátí do střední polohy a je zobrazena návěst stůj. Toto uspořádání je bezpečné proti selhání. Za barevným filtrem prochází světlo soustavou dvou čoček, které jej usměrňují do požadovaného světelného paprsku. Tyto čočky jsou označovány jako vnitřní a vnější. Vnější čočka přitom může být klasické konstrukce nebo může být použita Fresnelova čočka. Výhodou této konstrukce je i použití žárovek s nízkým příkonem, typicky 10 W oproti jiným návěstidlům, kde se používají žárovky s příkonem 25 W. Nízký příkon žárovky má výhodu i z důvodu záložního bateriového napájení. Za optimálních podmínek je návěst pozorovatelná na vzdálenost jedné míle.

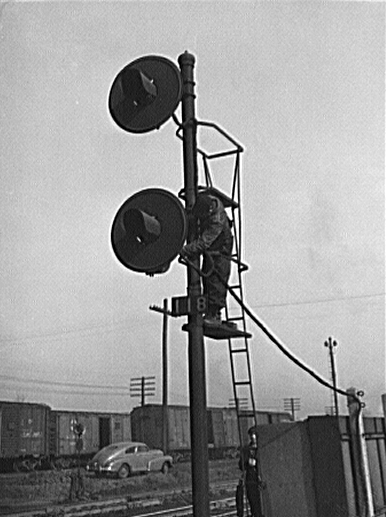
Reflektorové návěstidlo – údržba
Indiana Harbor Belt Railroad, Riverdale, Illinois (1943)

Hlavní světelný paprsek je zaměřen do směru přijíždějícího vlaku aby jej strojvedoucí mohl včas zpozorovat na velkou vzdálenost. Protože jsou návěstidla taktéž umisťována poměrně vysoko, například na krakoreci, bylo nutno zajistit pozorovatelnost návěsti i z relativně krátké vzdálenosti, kdy se kabina strojvedoucího nachází mimo světelný paprsek. Toto je možno realizovat malým objektivem umístěným v horní části vnější čočky nebo vložením prizmatického kroužku mezi vnitřní a vnější čočku. V obou případech dojde k odklonění malého množství světelného paprsku směrem dolu tak, aby směroval ke kabině lokomotivy, stojící u návěstidla.
I přes nesporné výhody (malý konstrukční prostor, jedna žárovka, nízký příkon) mají i určité nevýhody vyplývající z nutného pohyblivého mechanismu, který vyžaduje pravidelnou údržbu. Toto je důvodem, proč jsou postupně nahrazovány návěstidly s oddělenými barevnými zdroji světla. Určitým pokusem o zachování tohoto principu je Safetranova konstrukce s názvem Unilens signals, kde je taktéž použit reflektor ale s 3–4 žárovkami, optickým kabelem a barevnými filtry. Pozorovatelnost návěsti však na přímém slunečním světle není dobrá.
Mimo této konstrukce optické soustavy návěstidla se používá i provedení „Phankill“, které eliminuje falešné optické odrazy světla od světelné plochy návěstidla. Princip spočívá v tom, že před vnější čočku je osazeno skloněné sklíčko (horní okraj dále, spodní okraj blíže k tělesu návěstidla), které falešné odrazy světla odráží směrem k zemi. Tato úprava se používá u návěstidel typu H a H-2 umístěných na stožárech i u trpasličích.

### Tříbarevná – terč

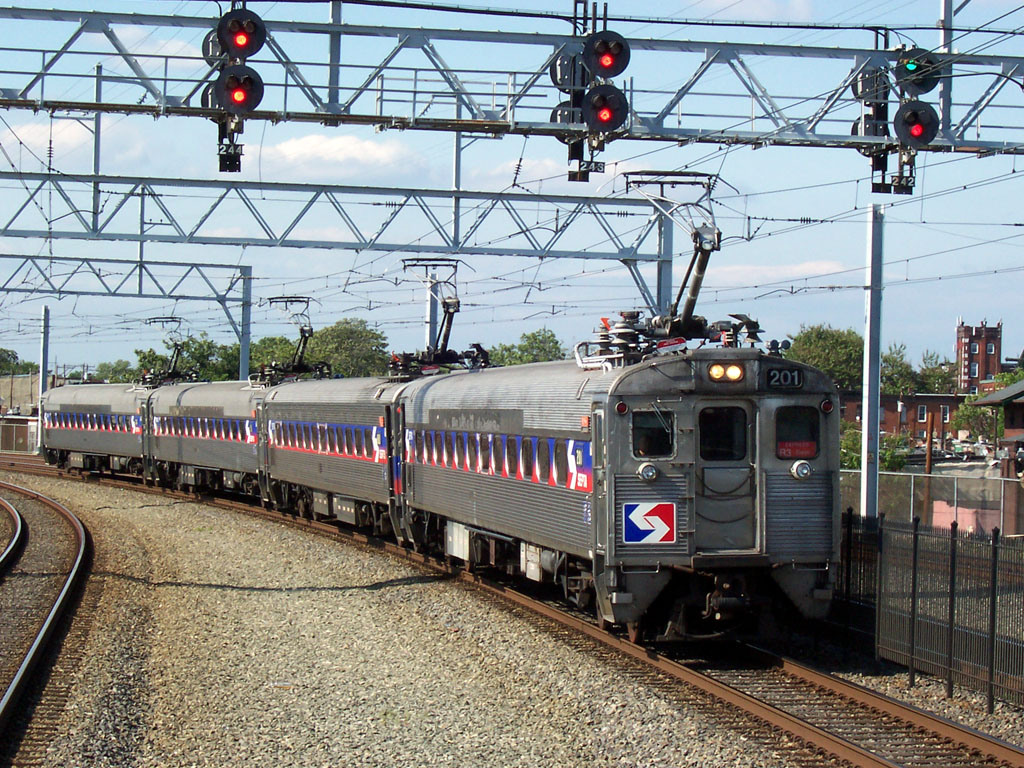
Tříbarevná návěstidla TR2
umístění na lávce u stanice Temple University společnosti SEPTA Regional Rail

Toto návěstidlo s označením TR-2 / TR-5 vyvinula společnost US&S v roce 1924, kdy byla tři barevná světla umístěna do vrcholů trojúhelníku postaveného na vrchol. Podle počtu světel jsou označována jako tri-color nebo jako tri-light. Tri znamená právě tři, protože do této sestavy již není možno doplnit další, čtvrté světlo. Tyto návěstidla jsou již vybavovány LED diodami místo žárovek.
Výhodou geometrického uspořádání je snížení rozměrů návěstidla (průměr 3' a 4"), zejména výšky oproti sloupcovému provedení.

### Sloupcová návěstidla

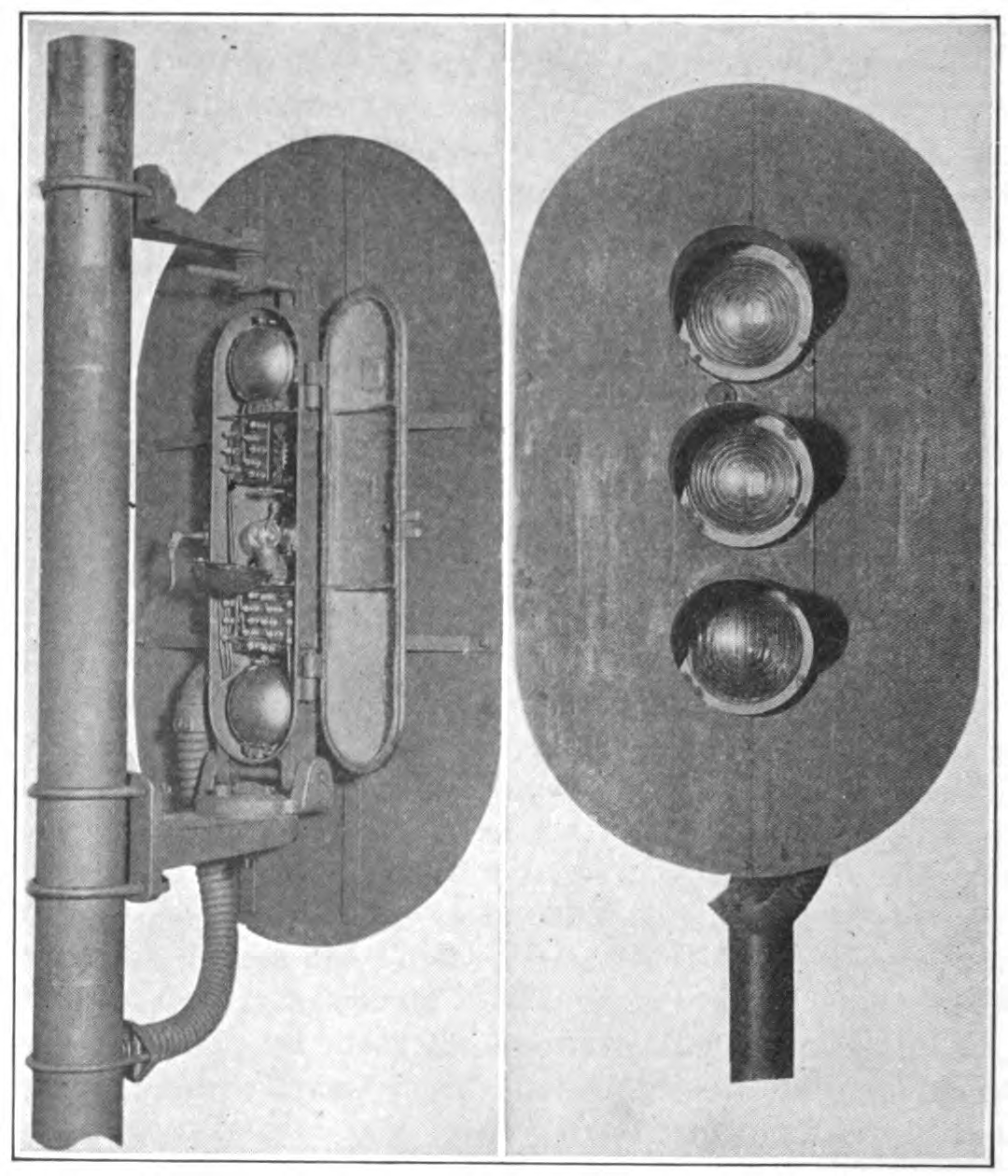
Sloupcové návěstidlo
výrobce US&S, 1921

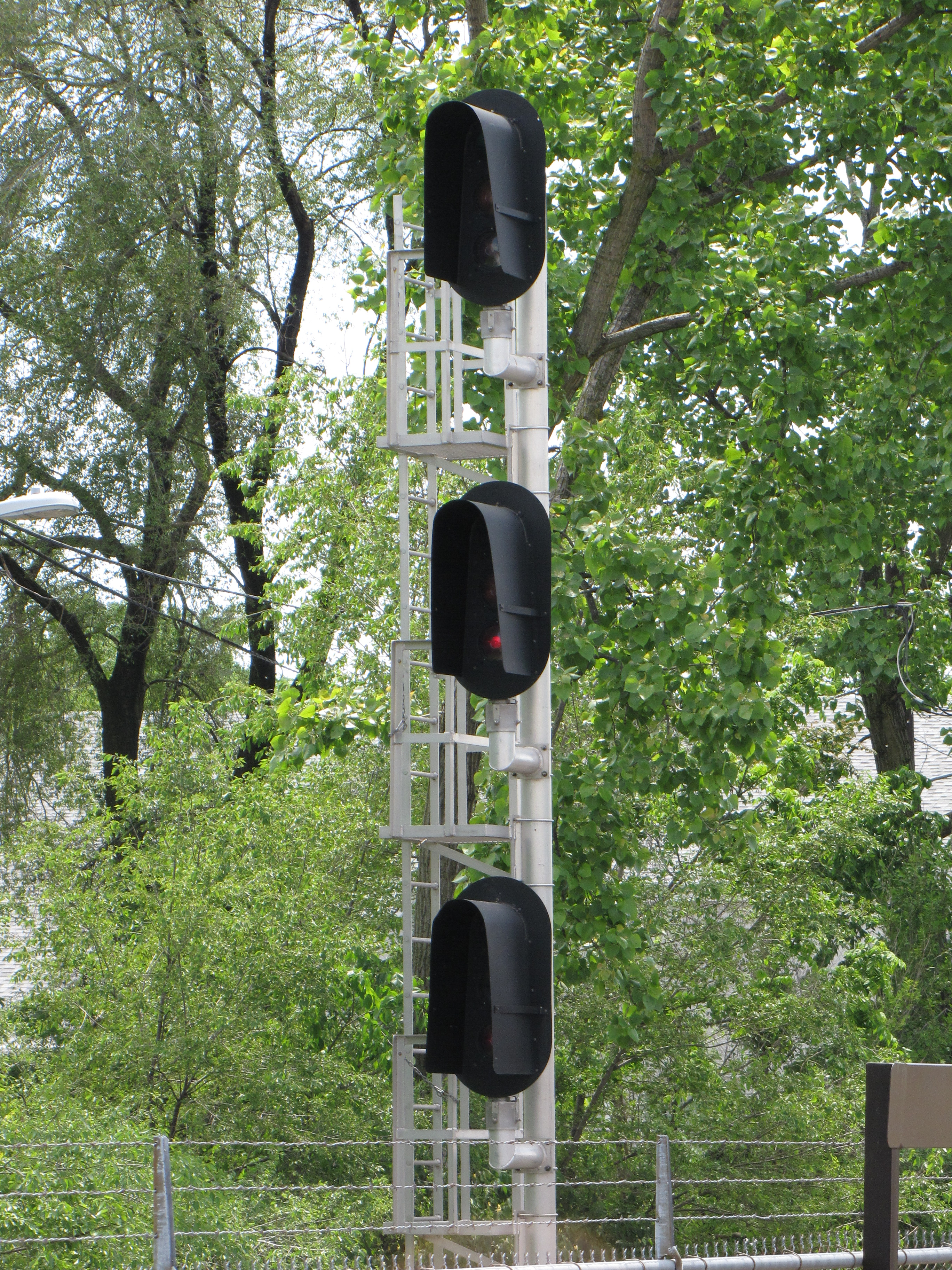
Sloupcové návěstidlo
v provedení Darth Vader, 2010

Sloupcová návěstidla mají světla uspořádána „pod sebou“, ve sloupci. Podle potřeby jsou osazována jedním až čtyřmi návěstními světly. Toto uspořádání dovoluje použití modulární koncepce jednotlivých světel, kdy moduly mají jednotný tvar a skládáním „na sebe“ a doplněním barevného filtru je možno sestavit návěstidlo podle požadavků signalizace. Tyto návěstidla mají pro každé světlo samostatnou sluneční slonu, lidově „kšilt“. Ojediněle se v některých případech tyto návěstidla montují i vodorovně (Shelby NC). Určitou nevýhodou sloupcového uspořádání modulů je zachytávání padajícího sněhu na sluneční cloně, kdy jeho vrstva v nepříznivém případě může zasáhnout do světelného paprsku umístěného výše.
Novějším provedením sloupcových návěstidel je provedení nazývané Darth Vader. Toto provedení využívá pouze jednu sluneční slonu protaženou na celou výšku sloupce světel. Výhodou je lepší stínění světla před bočním dopadem světla a odstraňuje zachytávání sněhu na dolních clonách.

### Světelná polohová návěstidla

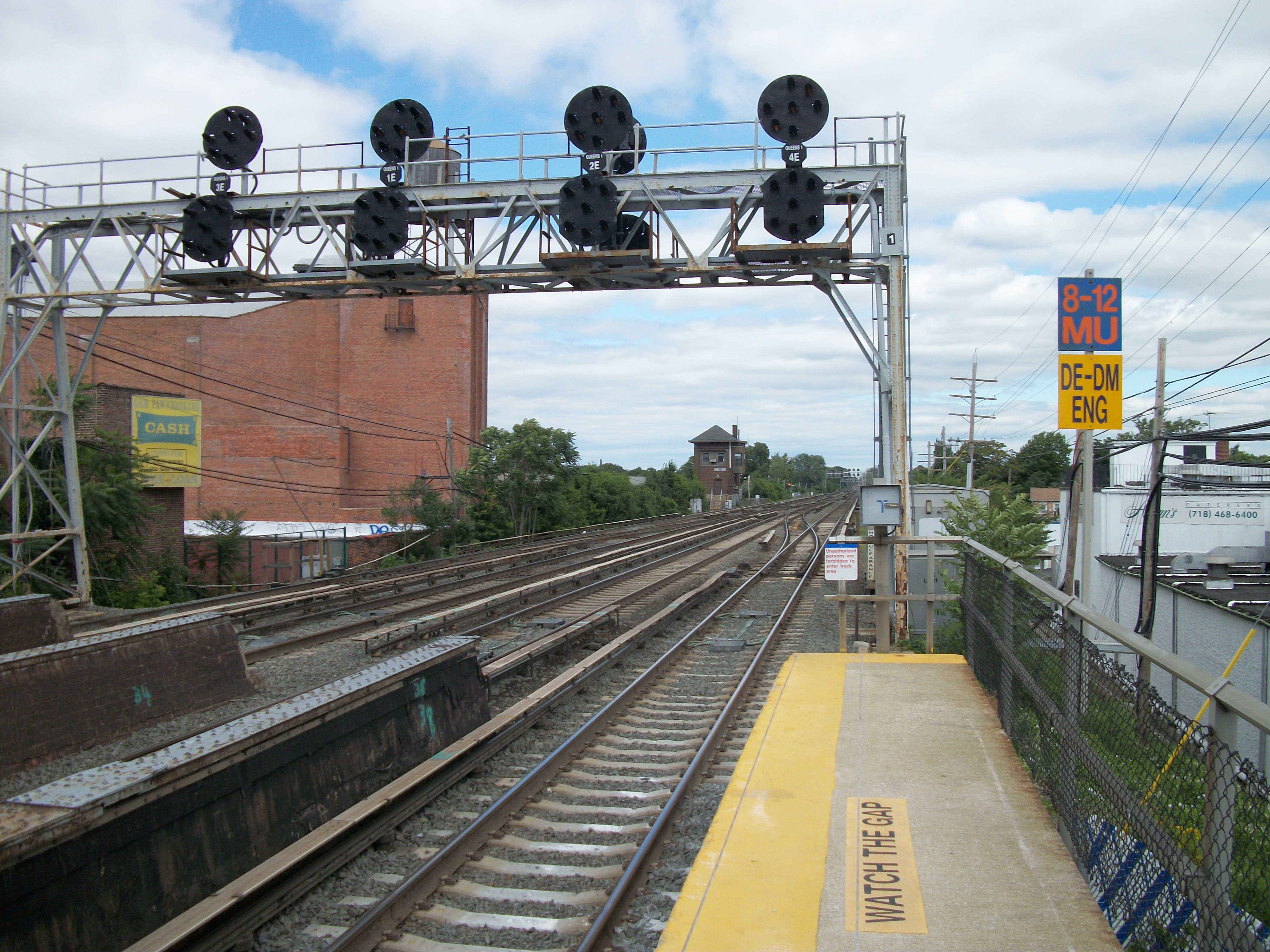
Světelná polohová návěstidla
umístěná na lávce, horní skupina světel na kruhovém pozadí, dolní skupina světel na oříznutém pozadí
Queens Village, New York City, 2010

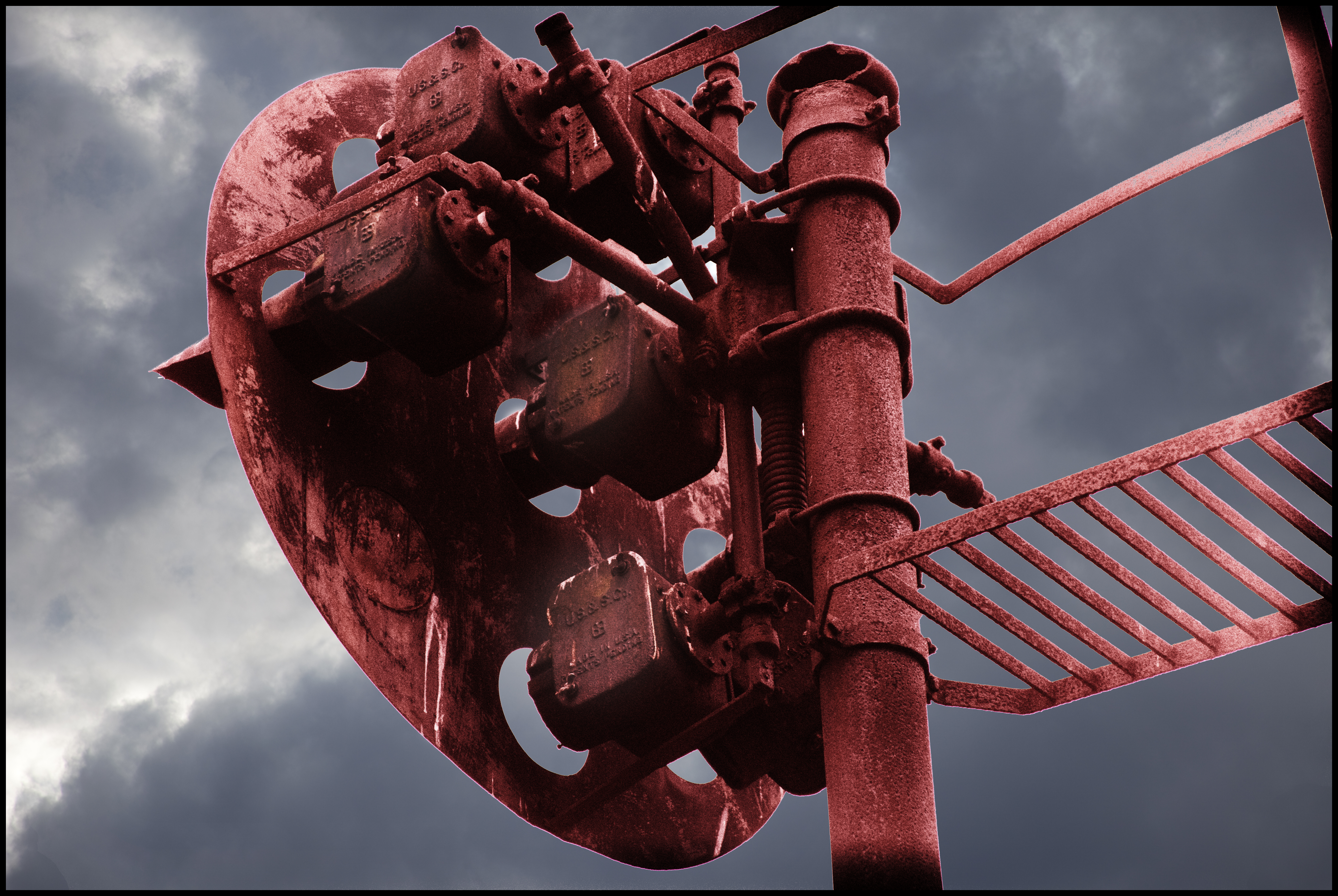
Světelné polohové návěstidlo
zadní detailní pohled konstrukce

V roce 1918 bylo na drahách Pennsylvania Railroad (Pensylvánie) provedeno zjednodušení světelných návěstidel, kterým se říkalo „náhrobek“. Na návěstidle základní velikosti byly ponechány pouze tři světla pro každý signál s použitím jednotné žluté barvy pro všechny návěsti. Žlutá barva byla vybrána z toho důvodu, že lidské oko je na tuto barvu nejcitlivější. Tato návěstidla byla označena zkratkou PL (Position Light). Návěstidla s některými úpravami pak používaly společnosti Amtrak a Norfolk Southern, Amtrak později, od roku 1988, začal používat barevného provedení těchto návěstidel, kdy již nebylo používáno prostřední světlo.

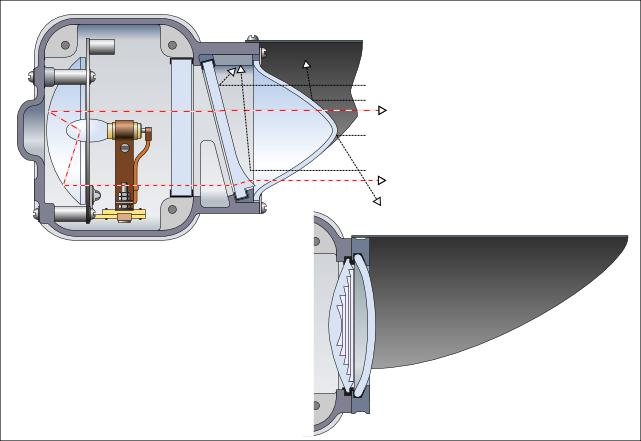
Světelné polohové návěstidlo
světelný zdroj

Tato návěstidla se osazují ve dvou variantách, a to pouze s horní skupinou světel a v druhé variantě s horní a spodní skupinou světel, přičemž světla zastupující nejspodnější (třetí) rameno mechanického návěstidla již nebyla používána.

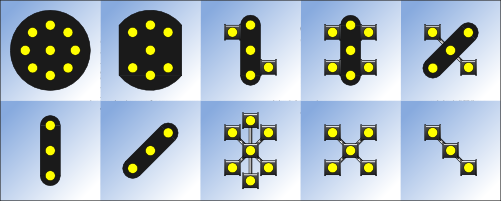
Světelné polohové návěstidlo
tvary a konstrukce pozadí návěstidla.

Horní skupina světel je vždy umístěna na kruhovém pozadí bez rozdílu, jsou-li nebo nejsou-li využity všechny možnosti zobrazování návěstních signálů. Nepoužitá světla nemusí být osazeny a jsou zaslepeny. U dolní skupiny světel je situace s použitím pozadí rozdílná, světla mohou být umístěny na plně kruhovém pozadí, na oříznutém pozadí, zjednodušeném pozadí nebo instalovány zcela bez pozadí.
Principu světelných polohových návěstidel bylo taktéž využito pro přenos návěstí do kabiny strojvedoucího.

#### Trpasličí návěstidla
Pro umístění ve stísněném prostoru byly k těmto návěstidlům vyvinuty i návěstidla typu „trpaslík“ s jednou skupinou světel, tvořenou čtyřmi světly v jednou kvadrantu. Aby nedošlo k záměně s jinými návěstidly, mají světla mléčně bílou barvu. Měsíční modrá byla používána až později. Uspořádání světel bylo levostranné, kdy vertikální světla byly na levé straně. Kolem roku 1930 se přešlo na pravostranné uspořádání. „Trpaslíci“ tohoto provedení se postupně rozšířily i do ostatních zemí a kontinentů. Návěstidla tohoto provedení jsou umisťována zpravidla na zem, jsou ale montována i na nízký sloupek (6 stop) i na signalizační lávky.

#### Návěstidla na podstavci
Návěstidla „na podstavci“, která jsou v principu také trpasličí návěstidla ale sdružená do skupiny po dvou, s horní a dolní skupinou světel. U těchto návěstidel se používá bíle mléčné světlo ale jsou osazována i jako „červené oči“.

#### Červené oči
„Červené oči“ je označení pro konstrukci světelných polohových návěstidel, která mají červenými světly zvýrazněnu návěst stůj. V tomto případě jsou osazena dvě červená světla v horizontální rovině. Prostřední, žluté, světlo při zobrazení návěsti stůj nesvítí a je využíváno pro ostatní jízdní návěsti. „Červené oči“ se používají u návěstidel normální velikosti, trpasličích i na podstavci. „Červené oči“ byly prvně použity v září 1954 na předměstí Filadelfie. Po dvou letech zkušebního provozu byly instalovány západně od Harrisburgu, i když zprvu panovaly dohady ohledně viditelnosti v mlze.

#### Návěstidla „Domino“

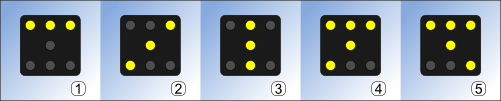
„Domino“ návěstní znaky

Tato návěstidla signalizují principiálně stejně jako jiná polohová návěstidla. Od polohových návěstidel se odlišují tím, že v jedné skupině světel sdružují horní i dolní skupinu světel polohových návěstidel. Další rozdíl je v rozmístění světel, které jsou rozmístěny do čtverce a všechny leží na přímce. Konstrukci těchto návěstidel si vynutil stav v Chicagu, kde byla velká hustota nadjezdů a mostů nad tratí což znemožňovalo pozorování horní skupiny signálních světel polohových návěstidel umístěných ve výšce 24 stop. Tyto návěstidla se začala používat již v roce 1920.

#### Zvláštní provedení
Tato návěstidla jsou použita v Northumberlandu PA, asi 50 mil severně od Harrisburgu PA jako vjezdová za řekou Susquehanna. Konkrétní význam šikmou umístěných signálních světel v dolní části není znám, pravděpodobně nahrazují dolní skupinu světel s omezenou možností signalizace.

### Barevná polohová návěstidla

#### Provedení B&O

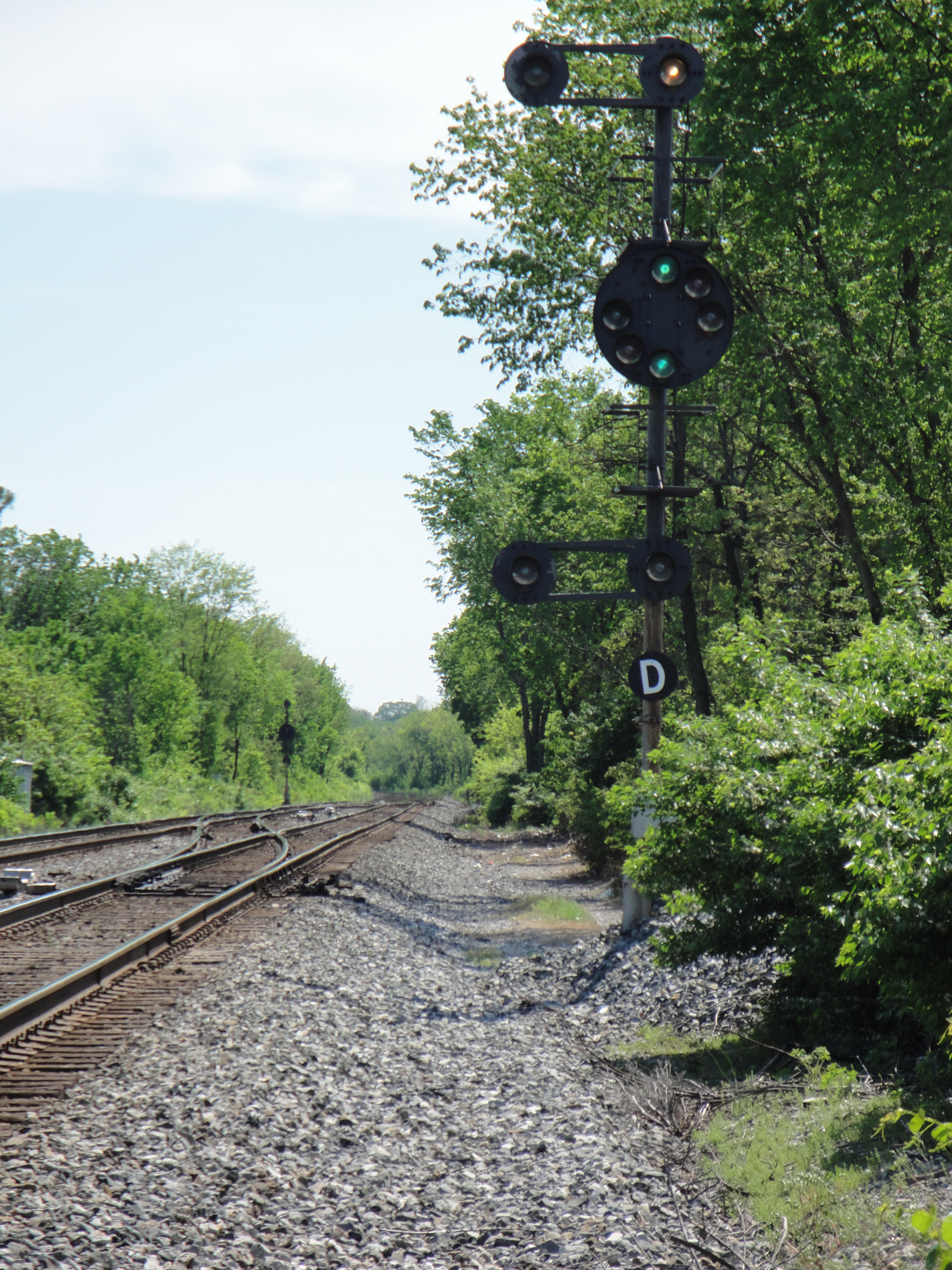
Barevné polohové návěstidlo
čelní pohled
Beltsville, Maryland (2011)

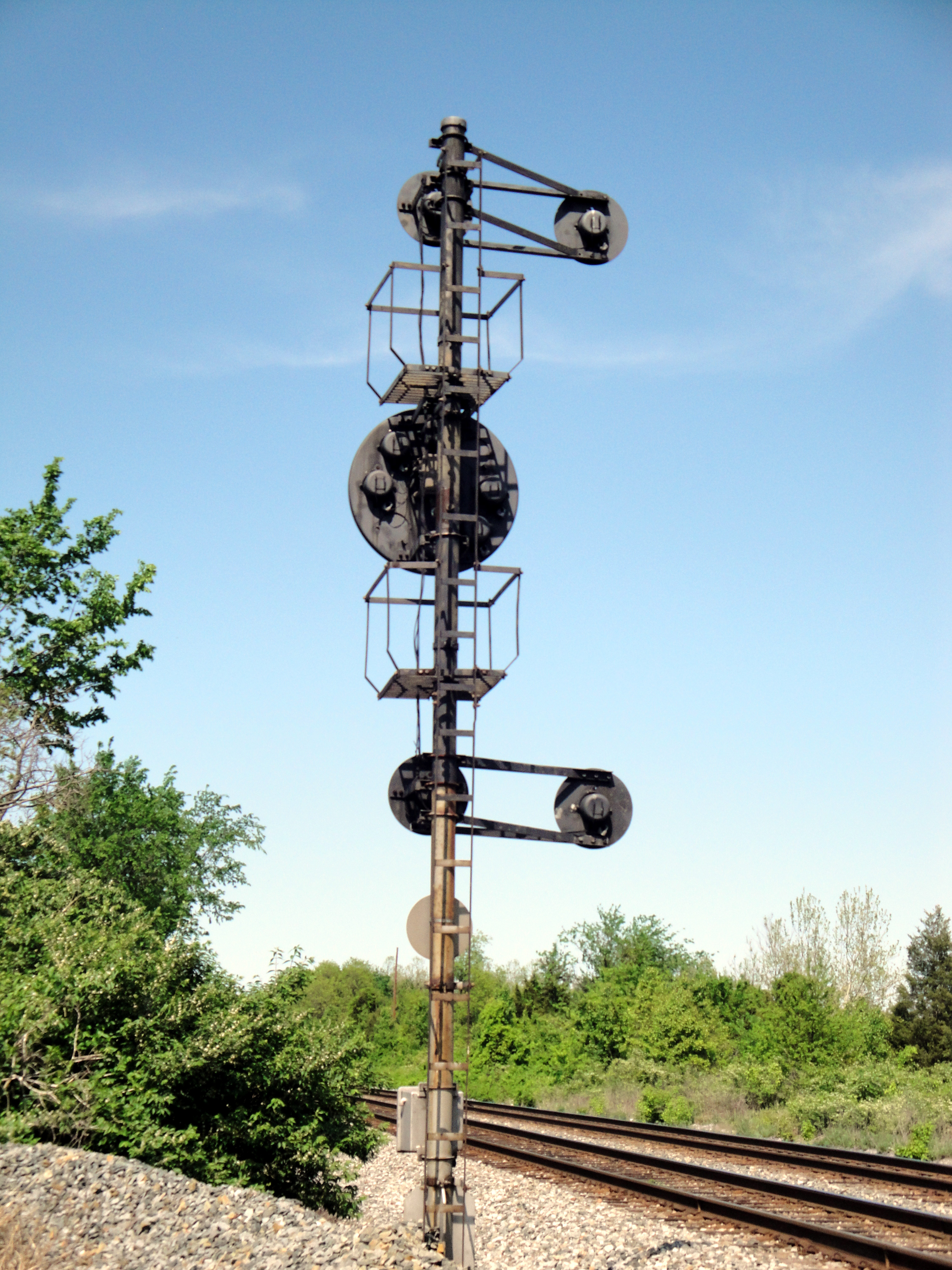
Barevné polohové návěstidlo
zadní pohled
Beltsville, Maryland (2011)

Na tratích Baltimore and Ohio Railroad (B&O) byla tato návěstidla, vycházející ze světelných polohových návěstidel, používána od prosince 1924 na trati mezi Deshlerem a Hamlet OH. Úprava předchozích návěstidel spočívala v odstranění středového světla a doplněním barevných filtrů k ostatním světlům na hlavní signální desce kruhového provedení. Zde je možno zobrazit návěsti pomocí dvou světel stejné barvy: stůj – červená, výstraha – žlutá, volno – zelená a volno pomalou rychlostí – měsíční modrá. U konstrukce těchto návěstidel se nepoužívá druhá (dolní) soustředěná skupina světel, ale návěstidlo je doplněno o dvě vodorovné řady až o třech signálních světlech umístěných nad a pod kruhovým pozadím hlavní skupiny světel. Podle traťové signalizace ale nemusí být všechna světla osazena. Plné osazení návěstidla je málo časté, zpravidla je návěstidlo doplněno jedním až dvěma světly v horní nebo dolní řadě.
Autorem tohoto řešení byl Frank Patenall, který se do Ameriky dostal v roce 1885. Od roku 1891 pracoval u signální společnosti US&S a teprve od roku 1925 u společnosti B&O. Podle některých informací je možné, že F. Patenall vyvinul tato návěstidla souběžně a nezávisle na Pensylvánských světelných polohových návěstidlech (první instalace v Tombstone PL, 1915). Je ale taktéž možné, že sledoval vývoj polohových návěstidel a použití barevných světel bylo pouze jeho vylepšení. Návěstidla byla původně vyráběna firmou Hall, později GRS a US&S. V současnosti patří bývalá společnost B&O pod společnost CSX, která ji, a další drážní společnosti pohltila.

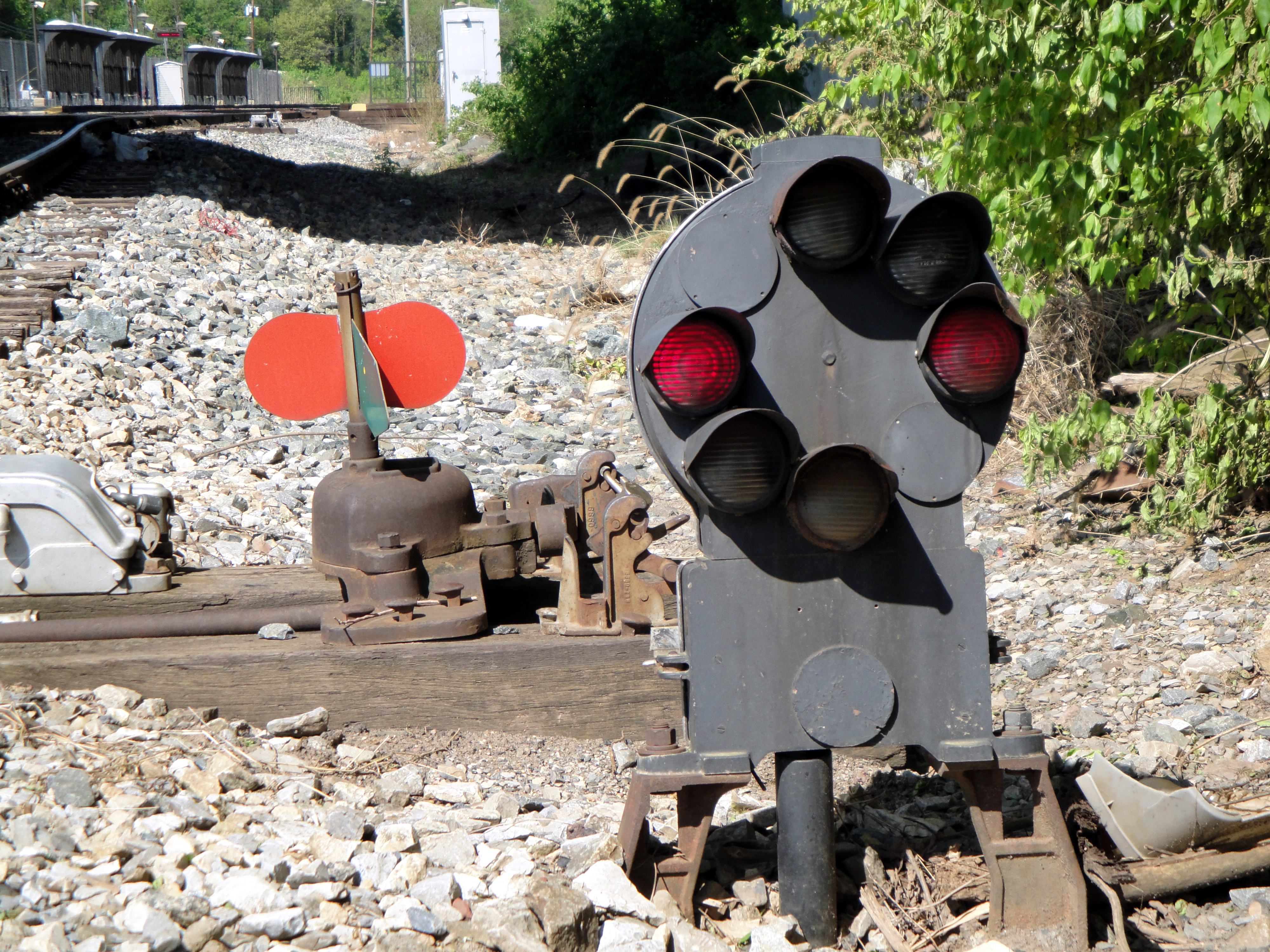
Barevné polohové návěstidlo
provedení „trpaslík“, horní a dolní řada zde není osazena, i když se jinde používá

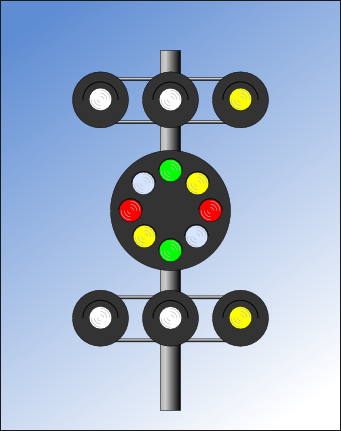
Barevné polohové návěstidlo
rozmístění světel

Návěstidlo bylo původně navrženo tak, aby bylo schopno zobrazit 14 návěstí, v současnosti se u CSX používá pouze 17 návěstí, i když je návěstidlo schopno zobrazit až 29 (!) návěstních kombinací při využití přerušovaného světla. Ze 17 aktuálně používaných návěstí je 10 tzv. „zelených“. Všech 29 možných návěstí se však z důvodu nepřehlednosti nepoužívá. I když se toto uspořádání světel návěstidla zdá býti nepřehledné, je údajně pro signalizaci velmi jednoduché.
Princip doplňkových světel horní a dolní řady
- pokud svítí některé z horních světel, je možná jízda nejvyšší rychlostí
- pokud svítí některé z dolních světel, je možní jízda střední rychlostí
- pokud svítí některé horní nebo dolní levé světlo, následující návěstidlo indikuje střední rychlost
- pokud svítí některé horní nebo dolní pravé světlo, následující návěstidlo indikuje pomalou rychlost
- pokud nesvítí žádné horní ani dolní světlo, je možná pomalá jízda
- blikáním levého horního světla při návěsti výstraha mění střední rychlost na omezenou
- blikání dolního prostředního světla mění rychlost ze střední na omezenou
- blikání dvou vertikálních zelených světel je zvláštní případ a mění návěst výstraha pomalu na pomalu volno
- pokud svítí prostřední horní světlo (indikace autobloku) zároveň s návěstí stůj, znamená to stůj a pokračuj

Poznámka: za nesvítící světlo se považuje i stav, kdy světlo není na návěstidle osazeno.
K výhodě těchto návěstidel patří i to, že v „trpasličím“ provedení mohou zobrazovat návěsti stejně jako návěstidla normální velikosti.

#### Provedení N&W

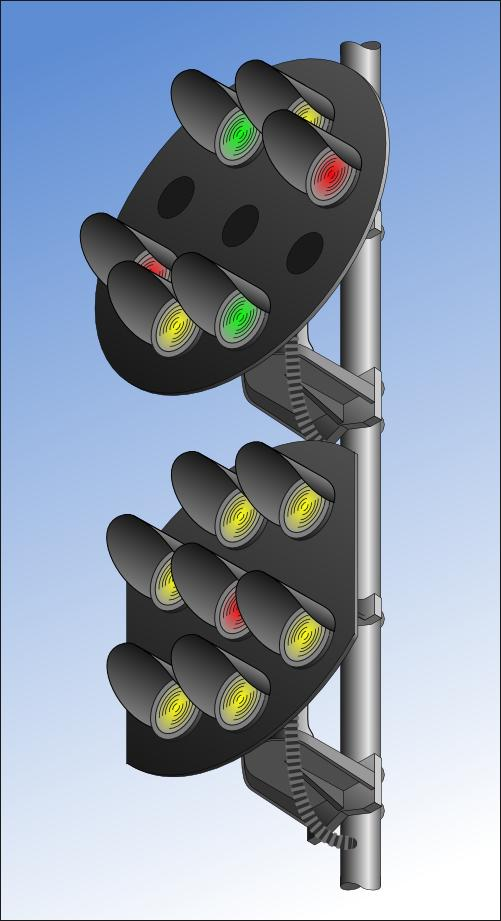
Barevné polohové návěstidlo
provedení – N&W

Společnost Norfolk and Western Railroad (N&W) přijala světelná polohová návěstidla poté, co se rozhodla ukončit používání mechanických návěstidel.
N&W tyto návěstidla s barevnými filtry začala osazovat v roce 1959 a v září 1964 takto upravila i trpasličí návěstidla, a návěstidla na podstavci, která měla zaoblené i čtvercové rozmístění světel. Takto upravená návěstidla (i trpasličí) potom nesla označená CPL (color position light).
Návěstidlo se vždy skládá z horní skupiny světel na kruhovém pozadí, bez středového světla, která má jednu až tři signální polohy světel: stůj – červená, výstraha – žlutá a volno – zelená světla, vždy pod dvou. Rychlostní omezení se pak zobrazují pouze na dolní desce pouze žlutými světly a je-li osazena. Dolní část světel může být taktéž umístěna na kruhovém pozadí nebo toto může být redukováno, případně úplně vynecháno. Důležitým rozdílem, v porovnání s návěstidly podobné konstrukce, je to, že je vždy osazen středové světlo dolní skupiny světel v červené barvě pro zvýraznění návěsti stůj. Pokud je zobrazena libovolná návěst povolující jízdu, toto světlo nesvítí. N&W taktéž využívá u dolní skupiny světel, diagonálně postavených, kmitavého světla.

#### Provedení Amtrak

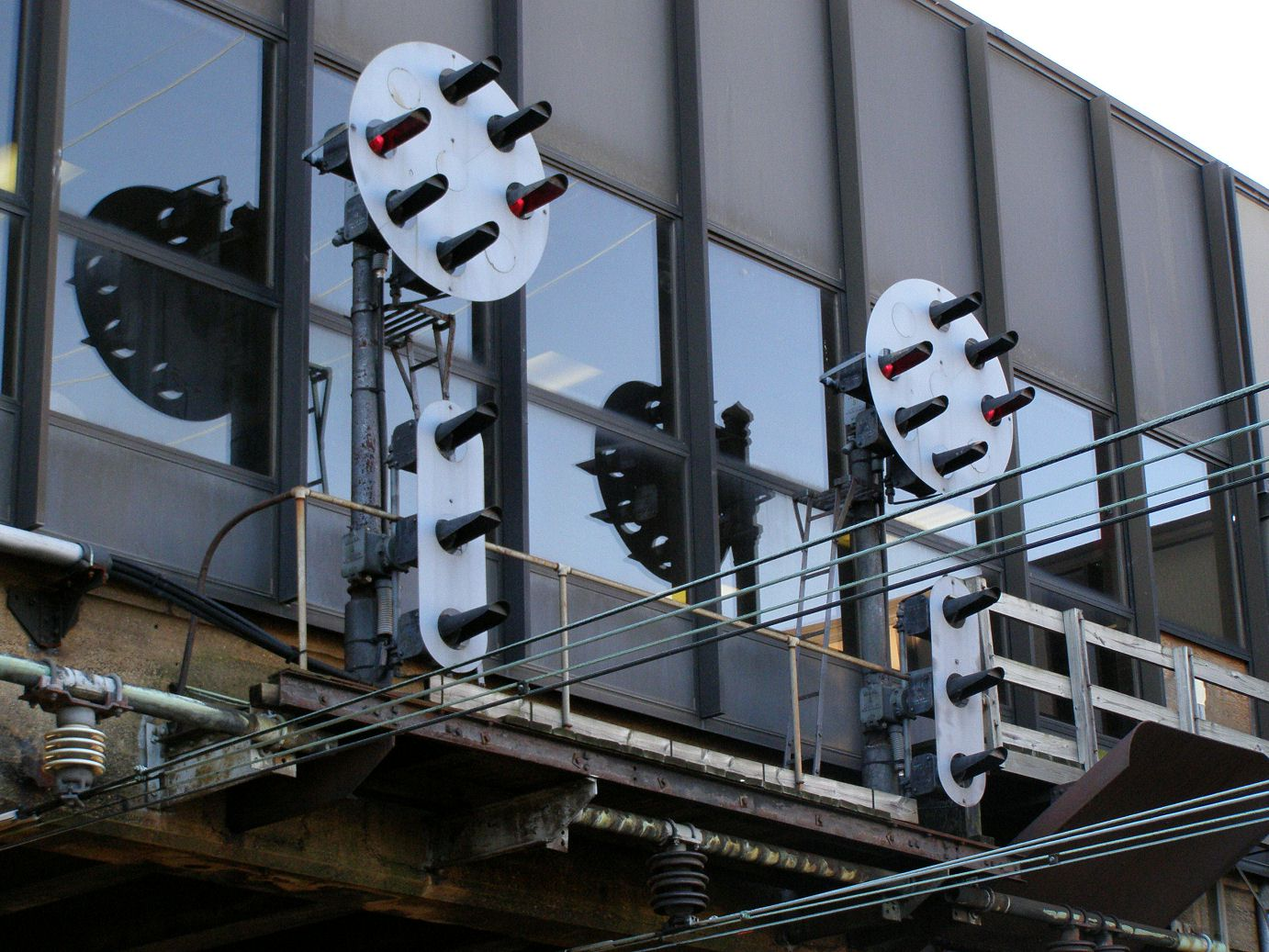
Barevné polohové návěstidlo
provedení – Amtrak
Trenton, Severovýchodní koridor

Návěstidla v provedení Amtrak jsou použita na Severovýchodním koridoru mezi New York City a Washington DC. Od původních polohových návěstidel se liší pouze tím, že bylo odstraněno prostřední světlo u horní skupiny světel a všechna další světla byla doplněna o barevné filtry. Neoficielně jsou tato návěstidla označována zkratkou PCL (Position Color Light).
Amtrak taktéž používá původní trpasličí návěstidla a návěstidla na podstavci stejného provedení jako jsou světelná polohová návěstidla.

### Signální barvy
Podle drážních předpisů společnosti New York Central Railroad (NYC RR).

#### Zelená
Zelená barva znamená volno. Vlak může projet kolem návěstidla a pokračovat maximální povolenou rychlostí, která je povolena pro daný traťový úsek až k následujícímu návěstidlu. Zelená barva začala být používána kolem roku 1900. Důvodem náhrady původně používaného bílého světla bylo to, že při rozbití barevného filtru se zobrazí právě bílé světlo, které upozorní na závadu.

#### Žlutá
Žlutá barva znamená výstraha / přiblížení. Vlak může projet kolem návěstidla střední rychlostí a touto rychlostí pokračovat k dalšímu návěstidlu. Dříve se ale, například u CNW, používala kombinace červené a zelené barvy.

#### Lunární modrá
Lunární modrá znamená omezení. Vlak může projet kolem návěstidla pomalou rychlostí, podle předpisů 10–20 mil/h podle předpisů konkrétní společnosti, zpravidla 15 mil/h a touto rychlostí pokračovat k dalšímu návěstidlu. Strojvedoucí musí být připraven k okamžitému zastavení vlaku z jakéhokoliv důvodu.
Poznámka: Lunární modrá je téměř bílé světlo s nádechem modré barvy, taktéž je možno ji označit jako ledově bílou.

#### Červená
Červená barva znamená stůj. Vlak musí zastavit před návěstidlem. Některé železniční společnosti používají dva významy tohoto signálu: Stůj a zůstaň stát a Stůj, u autobloku jako Stůj a pokračuj. U návěstidel s více skupinami světel se červená používá i jako zástupný symbol.